# Llista de masies del Berguedà - nord
Per municipi

Llista de masies i altres construccions relacionades del nord del Berguedà (municipis de Bagà, Castellar de n'Hug, Fígols, Gisclareny, Gósol, Guardiola de Berguedà, la Pobla de Lillet, Saldes, Sant Jaume de Frontanyà, Sant Julià de Cerdanyola i Vallcebre) ordenades per municipi.
Informació actualitzada per un bot. Els canvis manuals es perdran quan s'actualitzi!
| imatge | Nom                            | instància de             | Municipi                 | Elevació s.n.m. en m | estat de conservació | coordenades                                                         | Protecció                                            | Commons (més fotos)                           | WD                            |
| ------ | ------------------------------ | ------------------------ | ------------------------ | -------------------- | -------------------- | ------------------------------------------------------------------- | ---------------------------------------------------- | --------------------------------------------- | ----------------------------- |
|        | Cal Batista                    | masia                    | Bagà                     |                      |                      | 42° 14′ 54″ N, 1° 52′ 04″ E / 42.2484280829876°N,1.8678134617156°E  |                                                      | Cal Batista (Bagà)                            | Modifica les dades a Wikidata |
|        | Cal Cabrit                     | masia                    | Bagà                     |                      |                      | 42° 14′ 36″ N, 1° 52′ 07″ E / 42.2432763863048°N,1.86870555541148°E |                                                      |                                               | Modifica les dades a Wikidata |
|        | Cal Frare                      | masia                    | Bagà                     |                      |                      | 42° 14′ 12″ N, 1° 52′ 30″ E / 42.2367723939744°N,1.87495422399171°E |                                                      |                                               | Modifica les dades a Wikidata |
|        | Cal Perereda                   | masia                    | Bagà                     |                      |                      | 42° 15′ 27″ N, 1° 50′ 52″ E / 42.2574239202326°N,1.8477942852791°E  |                                                      |                                               | Modifica les dades a Wikidata |
|        | Cal Punxó                      | masia                    | Bagà                     |                      |                      | 42° 14′ 57″ N, 1° 52′ 03″ E / 42.2490644118152°N,1.86749903420608°E |                                                      |                                               | Modifica les dades a Wikidata |
|        | Cal Viudo                      | masia                    | Bagà                     |                      |                      | 42° 14′ 31″ N, 1° 51′ 54″ E / 42.2420426257173°N,1.86506719711353°E |                                                      |                                               | Modifica les dades a Wikidata |
|        | Cal Xeixa                      | masia                    | Bagà                     |                      |                      | 42° 14′ 28″ N, 1° 52′ 27″ E / 42.2411152896473°N,1.8742346880222°E  |                                                      |                                               | Modifica les dades a Wikidata |
|        | el Claper                      | masia                    | Bagà                     |                      |                      | 42° 18′ 10″ N, 1° 52′ 40″ E / 42.3027429552523°N,1.87782034716515°E |                                                      |                                               | Modifica les dades a Wikidata |
|        | els Graners                    | masia                    | Bagà                     |                      |                      | 42° 14′ 34″ N, 1° 51′ 54″ E / 42.2427089598649°N,1.86505525370483°E |                                                      |                                               | Modifica les dades a Wikidata |
|        | la Talaia                      | masia                    | Bagà                     |                      |                      | 42° 14′ 17″ N, 1° 52′ 40″ E / 42.2381693416553°N,1.87781391887258°E |                                                      |                                               | Modifica les dades a Wikidata |
|        | Masia Creu de l'Om             | masia                    | Bagà                     | 883                  | bon estat            | 42° 15′ 35″ N, 1° 51′ 11″ E / 42.25976°N,1.85313°E                  |                                                      | Masia Creu de l'Om                            | Modifica les dades a Wikidata |
|        | Masia Quer                     | masia                    | Bagà                     | 1139                 |                      | 42° 14′ 48″ N, 1° 50′ 43″ E / 42.246557°N,1.845186°E                | bé integrant del patrimoni cultural català           | Quer (Bagà)                                   | Modifica les dades a Wikidata |
|        | Matallops                      | masia                    | Bagà                     |                      |                      | 42° 14′ 47″ N, 1° 51′ 12″ E / 42.2464999711853°N,1.85322955286719°E |                                                      |                                               | Modifica les dades a Wikidata |
|        | Reboll                         | masia                    | Bagà                     |                      |                      | 42° 14′ 18″ N, 1° 52′ 26″ E / 42.2382378420722°N,1.87377680858701°E |                                                      |                                               | Modifica les dades a Wikidata |
|        | Ca l'Escolà                    | masia                    | Castellar de n'Hug       |                      |                      | 42° 15′ 19″ N, 2° 01′ 46″ E / 42.25531°N,2.02935°E                  |                                                      |                                               | Modifica les dades a Wikidata |
|        | Ca l'Orriols                   | masia                    | Castellar de n'Hug       |                      |                      | 42° 16′ 56″ N, 2° 00′ 31″ E / 42.28215°N,2.00856°E                  | bé integrant del patrimoni cultural català           | Ca l'Orriols (Castellar de n'Hug)             | Modifica les dades a Wikidata |
|        | Ca la Beneta                   | masia                    | Castellar de n'Hug       |                      |                      | 42° 16′ 28″ N, 2° 00′ 32″ E / 42.2743479062169°N,2.00890517589325°E |                                                      |                                               | Modifica les dades a Wikidata |
|        | Ca la Curta                    | masia                    | Castellar de n'Hug       |                      |                      | 42° 16′ 44″ N, 2° 02′ 17″ E / 42.2788020466142°N,2.03806298173783°E |                                                      |                                               | Modifica les dades a Wikidata |
|        | Cal Creu Bosc                  | masia                    | Castellar de n'Hug       | 1160                 |                      | 42° 16′ 24″ N, 2° 00′ 25″ E / 42.2733°N,2.00691°E                   |                                                      |                                               | Modifica les dades a Wikidata |
|        | Cal Pau Solana                 | masia                    | Castellar de n'Hug       |                      |                      | 42° 17′ 09″ N, 2° 00′ 02″ E / 42.285850588923°N,2.0006530625041°E   |                                                      |                                               | Modifica les dades a Wikidata |
|        | Can Serrassola                 | masia                    | Castellar de n'Hug       |                      |                      | 42° 16′ 36″ N, 2° 01′ 48″ E / 42.2765824542332°N,2.03009277892127°E |                                                      |                                               | Modifica les dades a Wikidata |
|        | Can Torre                      | masia                    | Castellar de n'Hug       |                      |                      | 42° 16′ 48″ N, 2° 02′ 48″ E / 42.2800535946737°N,2.04665474225301°E |                                                      |                                               | Modifica les dades a Wikidata |
|        | Casa de Rus                    | masia                    | Castellar de n'Hug       |                      |                      | 42° 16′ 44″ N, 1° 58′ 21″ E / 42.278906°N,1.97244°E                 | bé integrant del patrimoni cultural català           |                                               | Modifica les dades a Wikidata |
|        | el Vilar                       | masia                    | Castellar de n'Hug       |                      |                      | 42° 16′ 54″ N, 1° 59′ 20″ E / 42.2815493841186°N,1.98891426357484°E |                                                      |                                               | Modifica les dades a Wikidata |
|        | Forroi                         | masia                    | Castellar de n'Hug       |                      |                      | 42° 16′ 25″ N, 2° 02′ 23″ E / 42.273575401248°N,2.0396518963306°E   |                                                      |                                               | Modifica les dades a Wikidata |
|        | la Farga de Sant Vicenç de Rus | masia                    | Castellar de n'Hug       |                      |                      | 42° 16′ 20″ N, 1° 59′ 35″ E / 42.272237043731°N,1.99300419858697°E  |                                                      |                                               | Modifica les dades a Wikidata |
|        | la Farga Nova                  | masia                    | Castellar de n'Hug       |                      |                      | 42° 16′ 25″ N, 1° 59′ 34″ E / 42.2736488875134°N,1.99276344211214°E |                                                      |                                               | Modifica les dades a Wikidata |
|        | la Farga Vella                 | masia                    | Castellar de n'Hug       |                      |                      | 42° 16′ 42″ N, 2° 00′ 18″ E / 42.27824032636°N,2.00495124236003°E   |                                                      |                                               | Modifica les dades a Wikidata |
|        | la Molina                      | masia                    | Castellar de n'Hug       |                      |                      | 42° 15′ 30″ N, 1° 58′ 19″ E / 42.2583800240147°N,1.97206884970691°E |                                                      |                                               | Modifica les dades a Wikidata |
|        | les Rovires Negres             | masia                    | Castellar de n'Hug       |                      |                      | 42° 15′ 35″ N, 2° 01′ 45″ E / 42.2596602813821°N,2.02906703807811°E |                                                      |                                               | Modifica les dades a Wikidata |
|        | Meranges                       | masia                    | Castellar de n'Hug       |                      |                      | 42° 15′ 45″ N, 2° 00′ 44″ E / 42.2626319834498°N,2.01215621011803°E |                                                      |                                               | Modifica les dades a Wikidata |
|        | Ca l'Abat                      | masia                    | Fígols                   |                      |                      | 42° 10′ 37″ N, 1° 50′ 12″ E / 42.1768789380679°N,1.83678640837181°E |                                                      |                                               | Modifica les dades a Wikidata |
|        | Ca n'Agutzil                   | masia                    | Fígols                   |                      |                      | 42° 09′ 47″ N, 1° 45′ 49″ E / 42.16313°N,1.76357°E                  |                                                      |                                               | Modifica les dades a Wikidata |
|        | Cal Barbut                     | masia                    | Fígols                   |                      |                      | 42° 10′ 49″ N, 1° 48′ 52″ E / 42.1803956267044°N,1.8143329035012°E  |                                                      |                                               | Modifica les dades a Wikidata |
|        | Cal Bonic                      | masia                    | Fígols                   |                      |                      | 42° 10′ 37″ N, 1° 50′ 06″ E / 42.1769146599479°N,1.83498165104331°E |                                                      |                                               | Modifica les dades a Wikidata |
|        | Cal Calderer                   | masia                    | Fígols                   |                      |                      | 42° 11′ 03″ N, 1° 50′ 33″ E / 42.1840794165667°N,1.84257592705202°E |                                                      |                                               | Modifica les dades a Wikidata |
|        | Cal Clenxa                     | masia                    | Fígols                   |                      |                      | 42° 10′ 33″ N, 1° 50′ 09″ E / 42.1759497914753°N,1.83575005157828°E |                                                      |                                               | Modifica les dades a Wikidata |
|        | Cal Cónomo                     | masia                    | Fígols                   |                      |                      | 42° 10′ 36″ N, 1° 50′ 01″ E / 42.1766126138818°N,1.83361899017855°E |                                                      |                                               | Modifica les dades a Wikidata |
|        | Cal David                      | masia                    | Fígols                   |                      |                      | 42° 11′ 05″ N, 1° 50′ 06″ E / 42.1847955799772°N,1.83503070597542°E |                                                      |                                               | Modifica les dades a Wikidata |
|        | Cal Det                        | masia                    | Fígols                   |                      |                      | 42° 10′ 34″ N, 1° 50′ 13″ E / 42.1761504304005°N,1.83688451600324°E |                                                      |                                               | Modifica les dades a Wikidata |
|        | Cal Gat                        | masia                    | Fígols                   |                      |                      | 42° 10′ 44″ N, 1° 48′ 13″ E / 42.1790138738712°N,1.80355797374044°E |                                                      |                                               | Modifica les dades a Wikidata |
|        | Cal Gordo                      | masia                    | Fígols                   |                      |                      | 42° 09′ 39″ N, 1° 46′ 45″ E / 42.1609602541639°N,1.77913134593205°E |                                                      |                                               | Modifica les dades a Wikidata |
|        | Cal Gorra de Dalt              | masia                    | Fígols                   |                      |                      | 42° 11′ 01″ N, 1° 50′ 06″ E / 42.1835804626406°N,1.83510145368571°E |                                                      |                                               | Modifica les dades a Wikidata |
|        | Cal Miquel                     | masia                    | Fígols                   |                      |                      | 42° 09′ 36″ N, 1° 46′ 38″ E / 42.1600110191243°N,1.77710388109787°E |                                                      |                                               | Modifica les dades a Wikidata |
|        | Cal Petit                      | masia                    | Fígols                   |                      |                      | 42° 10′ 54″ N, 1° 49′ 44″ E / 42.1817250782147°N,1.82889938702137°E |                                                      |                                               | Modifica les dades a Wikidata |
|        | Cal Sant                       | masia                    | Fígols                   |                      |                      | 42° 10′ 36″ N, 1° 49′ 56″ E / 42.1765356646618°N,1.83225220063826°E |                                                      |                                               | Modifica les dades a Wikidata |
|        | Cal Sec                        | masia                    | Fígols                   | 1604                 | ruïnós               | 42° 09′ 38″ N, 1° 46′ 31″ E / 42.160682°N,1.775291°E                |                                                      |                                               | Modifica les dades a Wikidata |
|        | Cal Xacó                       | masia                    | Fígols                   |                      |                      | 42° 10′ 40″ N, 1° 48′ 47″ E / 42.1779053799246°N,1.81302330582914°E |                                                      |                                               | Modifica les dades a Wikidata |
|        | Can Coix                       | masia                    | Fígols                   |                      |                      | 42° 09′ 37″ N, 1° 46′ 30″ E / 42.1603035743016°N,1.77497989385858°E |                                                      |                                               | Modifica les dades a Wikidata |
|        | Can Güell                      | masia                    | Fígols                   |                      |                      | 42° 09′ 51″ N, 1° 46′ 24″ E / 42.1641236483039°N,1.77342930876039°E |                                                      |                                               | Modifica les dades a Wikidata |
|        | Can Moreta                     | masia                    | Fígols                   |                      |                      | 42° 09′ 15″ N, 1° 47′ 47″ E / 42.1542429527483°N,1.79630251883758°E |                                                      |                                               | Modifica les dades a Wikidata |
|        | Can Pitarra                    | masia                    | Fígols                   |                      |                      | 42° 09′ 40″ N, 1° 44′ 49″ E / 42.161109148824°N,1.74700175090766°E  |                                                      |                                               | Modifica les dades a Wikidata |
|        | Capblanc                       | masia                    | Fígols                   |                      |                      | 42° 10′ 55″ N, 1° 50′ 00″ E / 42.1818146380841°N,1.8332690846773°E  |                                                      |                                               | Modifica les dades a Wikidata |
|        | Casa de la Creu de Fumanya     | masia                    | Fígols                   |                      |                      | 42° 10′ 16″ N, 1° 47′ 04″ E / 42.171188142864°N,1.784536233191°E    |                                                      |                                               | Modifica les dades a Wikidata |
|        | el Burguet                     | masia                    | Fígols                   |                      |                      | 42° 10′ 39″ N, 1° 47′ 47″ E / 42.177587095419°N,1.79630785416657°E  |                                                      |                                               | Modifica les dades a Wikidata |
|        | el Ferrús                      | masia                    | Fígols                   | 1637                 |                      | 42° 10′ 33″ N, 1° 44′ 37″ E / 42.175734°N,1.743604°E                |                                                      | El Ferrús                                     | Modifica les dades a Wikidata |
|        | el Tossalet                    | masia                    | Fígols                   |                      |                      | 42° 10′ 50″ N, 1° 50′ 13″ E / 42.1805654720149°N,1.83708209671058°E |                                                      |                                               | Modifica les dades a Wikidata |
|        | l'Oró                          | masia                    | Fígols                   |                      |                      | 42° 10′ 54″ N, 1° 50′ 19″ E / 42.1817618681888°N,1.83871910332958°E |                                                      |                                               | Modifica les dades a Wikidata |
|        | la Casanova                    | masia                    | Fígols                   |                      |                      | 42° 10′ 44″ N, 1° 49′ 16″ E / 42.1788635773469°N,1.82122701096361°E |                                                      |                                               | Modifica les dades a Wikidata |
|        | la Matella                     | masia                    | Fígols                   |                      |                      | 42° 10′ 54″ N, 1° 49′ 22″ E / 42.181670009426°N,1.82264006358162°E  |                                                      |                                               | Modifica les dades a Wikidata |
|        | la Palanca                     | masia                    | Fígols                   |                      |                      | 42° 10′ 42″ N, 1° 47′ 42″ E / 42.1784026627306°N,1.79506944297356°E |                                                      |                                               | Modifica les dades a Wikidata |
|        | la Plana                       | masia                    | Fígols                   | 1506                 |                      | 42° 10′ 26″ N, 1° 44′ 17″ E / 42.174007°N,1.73804°E                 |                                                      | La Plana (Fígols)                             | Modifica les dades a Wikidata |
|        | la Portelleta                  | masia                    | Fígols                   |                      |                      | 42° 10′ 51″ N, 1° 50′ 16″ E / 42.1809594152158°N,1.83774086358789°E |                                                      |                                               | Modifica les dades a Wikidata |
|        | les Pletes Velles              | masia                    | Fígols                   |                      |                      | 42° 10′ 47″ N, 1° 50′ 21″ E / 42.1796600770585°N,1.83927823602901°E |                                                      |                                               | Modifica les dades a Wikidata |
|        | Puelles                        | masia                    | Fígols                   |                      |                      | 42° 10′ 34″ N, 1° 47′ 32″ E / 42.1761754192765°N,1.7922421541084°E  |                                                      |                                               | Modifica les dades a Wikidata |
|        | Xalet de Peguera               | masia                    | Fígols                   |                      |                      | 42° 09′ 32″ N, 1° 46′ 49″ E / 42.1588998065392°N,1.78016353679637°E |                                                      |                                               | Modifica les dades a Wikidata |
|        | Ca l'Endal                     | masia                    | Gisclareny               |                      |                      | 42° 15′ 25″ N, 1° 46′ 04″ E / 42.2570067037919°N,1.76781184961424°E |                                                      |                                               | Modifica les dades a Wikidata |
|        | Ca l'Esteve                    | masia                    | Gisclareny               |                      |                      | 42° 15′ 24″ N, 1° 46′ 05″ E / 42.2565781493699°N,1.76815964537517°E |                                                      |                                               | Modifica les dades a Wikidata |
|        | Ca l'Estevenó                  | masia                    | Gisclareny               |                      |                      | 42° 14′ 16″ N, 1° 49′ 46″ E / 42.2379°N,1.82945°E                   |                                                      |                                               | Modifica les dades a Wikidata |
|        | Cal Berta                      | masia                    | Gisclareny               |                      |                      | 42° 15′ 08″ N, 1° 47′ 10″ E / 42.252306°N,1.786064°E                | bé integrant del patrimoni cultural català           |                                               | Modifica les dades a Wikidata |
|        | Cal Braut                      | masia                    | Gisclareny               |                      |                      | 42° 14′ 58″ N, 1° 46′ 54″ E / 42.2494727034721°N,1.78168052226167°E |                                                      |                                               | Modifica les dades a Wikidata |
|        | Cal Calçó                      | masia                    | Gisclareny               |                      |                      | 42° 15′ 31″ N, 1° 46′ 02″ E / 42.2587299036628°N,1.76725697817466°E |                                                      |                                               | Modifica les dades a Wikidata |
|        | cal Caçador                    | masia                    | Gisclareny               | 1035                 |                      | 42° 14′ 43″ N, 1° 47′ 54″ E / 42.245272°N,1.798472°E                | bé integrant del patrimoni cultural català           | Cal Caçador                                   | Modifica les dades a Wikidata |
|        | Cal Cerdanyola                 | masia                    | Gisclareny               |                      |                      | 42° 16′ 06″ N, 1° 48′ 54″ E / 42.2682663038331°N,1.81500336750301°E |                                                      |                                               | Modifica les dades a Wikidata |
|        | Cal Coromines                  | masia                    | Gisclareny               |                      |                      | 42° 14′ 57″ N, 1° 47′ 12″ E / 42.2492925557339°N,1.78677518209126°E |                                                      |                                               | Modifica les dades a Wikidata |
|        | Cal Creueta                    | masia                    | Gisclareny               |                      |                      | 42° 15′ 08″ N, 1° 47′ 08″ E / 42.2521254547003°N,1.78554500859736°E |                                                      |                                               | Modifica les dades a Wikidata |
|        | Cal Felipet                    | masia                    | Gisclareny               |                      |                      | 42° 15′ 01″ N, 1° 47′ 13″ E / 42.250256651679°N,1.78681731467454°E  |                                                      |                                               | Modifica les dades a Wikidata |
|        | Cal Gascó                      | masia                    | Gisclareny               |                      |                      | 42° 15′ 24″ N, 1° 46′ 07″ E / 42.2567708821693°N,1.76849534666012°E |                                                      |                                               | Modifica les dades a Wikidata |
|        | Cal Jan                        | masia                    | Gisclareny               |                      |                      | 42° 15′ 25″ N, 1° 45′ 56″ E / 42.2570007270592°N,1.76558126838295°E |                                                      |                                               | Modifica les dades a Wikidata |
|        | cal Jovell                     | masia                    | Gisclareny               | 1313                 |                      | 42° 14′ 59″ N, 1° 46′ 51″ E / 42.249772°N,1.780803°E                | bé integrant del patrimoni cultural català           | Cal Jovell                                    | Modifica les dades a Wikidata |
|        | Cal Mateu                      | masia                    | Gisclareny               |                      |                      | 42° 14′ 37″ N, 1° 49′ 04″ E / 42.2436368172503°N,1.81782799438309°E |                                                      |                                               | Modifica les dades a Wikidata |
|        | Cal Miqueló                    | masia                    | Gisclareny               |                      |                      | 42° 14′ 38″ N, 1° 48′ 32″ E / 42.2437516303315°N,1.80890491334331°E |                                                      |                                               | Modifica les dades a Wikidata |
|        | Cal Misèria                    | masia                    | Gisclareny               |                      |                      | 42° 15′ 26″ N, 1° 46′ 10″ E / 42.257221975753°N,1.76940794693249°E  |                                                      |                                               | Modifica les dades a Wikidata |
|        | Cal Noguera                    | masia                    | Gisclareny               |                      |                      | 42° 14′ 09″ N, 1° 49′ 57″ E / 42.2358257702175°N,1.83250487808532°E |                                                      |                                               | Modifica les dades a Wikidata |
|        | cal Pedrals                    | masia                    | Gisclareny               | 1275                 |                      | 42° 15′ 09″ N, 1° 47′ 15″ E / 42.252384°N,1.787384°E                | bé integrant del patrimoni cultural català           | Cal Pedrals                                   | Modifica les dades a Wikidata |
|        | Cal Pere Vilella               | masia                    | Gisclareny               |                      |                      | 42° 14′ 58″ N, 1° 49′ 16″ E / 42.2495413470422°N,1.82099066062084°E |                                                      |                                               | Modifica les dades a Wikidata |
|        | Cal Ponet                      | masia                    | Gisclareny               |                      |                      | 42° 14′ 35″ N, 1° 48′ 34″ E / 42.2429456444683°N,1.80934429920248°E |                                                      |                                               | Modifica les dades a Wikidata |
|        | cal Prim                       | masia                    | Gisclareny               | 1313                 |                      | 42° 15′ 01″ N, 1° 46′ 57″ E / 42.250214°N,1.782564°E                | bé integrant del patrimoni cultural català           | Cal Prim (Gisclareny)                         | Modifica les dades a Wikidata |
|        | Cal Raler                      | masia                    | Gisclareny               |                      |                      | 42° 14′ 58″ N, 1° 48′ 59″ E / 42.249485403265°N,1.81643385341087°E  |                                                      |                                               | Modifica les dades a Wikidata |
|        | Cal Rita                       | masia                    | Gisclareny               |                      |                      | 42° 15′ 26″ N, 1° 45′ 53″ E / 42.2571997311762°N,1.76482573623252°E |                                                      |                                               | Modifica les dades a Wikidata |
|        | cal Ros                        | masia                    | Gisclareny               | 1136                 |                      | 42° 15′ 00″ N, 1° 47′ 55″ E / 42.249871°N,1.798609°E                | bé integrant del patrimoni cultural català           | Cal Ros (Gisclareny)                          | Modifica les dades a Wikidata |
|        | Cal Sastre                     | masia                    | Gisclareny               |                      |                      | 42° 15′ 09″ N, 1° 47′ 09″ E / 42.2524175687521°N,1.78591520091101°E |                                                      |                                               | Modifica les dades a Wikidata |
|        | Cal Tasconet                   | masia                    | Gisclareny Saldes        |                      |                      | 42° 15′ 24″ N, 1° 45′ 55″ E / 42.2566100246486°N,1.76526156061864°E |                                                      |                                               | Modifica les dades a Wikidata |
|        | Cal Tor                        | masia                    | Gisclareny               |                      |                      | 42° 15′ 10″ N, 1° 47′ 13″ E / 42.2527625251499°N,1.78702385908315°E |                                                      |                                               | Modifica les dades a Wikidata |
|        | Cal Vaquer                     | masia                    | Gisclareny               |                      |                      | 42° 14′ 36″ N, 1° 48′ 34″ E / 42.2432809435706°N,1.80954404667668°E |                                                      |                                               | Modifica les dades a Wikidata |
|        | Cal Vitarella                  | masia                    | Gisclareny               |                      |                      | 42° 15′ 25″ N, 1° 46′ 02″ E / 42.2570458627541°N,1.76726553572365°E |                                                      |                                               | Modifica les dades a Wikidata |
|        | Casa del Bisbe                 | masia                    | Gisclareny               |                      |                      | 42° 15′ 16″ N, 1° 47′ 27″ E / 42.2543957022599°N,1.79072640287515°E |                                                      |                                               | Modifica les dades a Wikidata |
|        | el Paradís                     | masia                    | Gisclareny               |                      |                      | 42° 14′ 31″ N, 1° 48′ 30″ E / 42.2419076961344°N,1.80826085288399°E |                                                      |                                               | Modifica les dades a Wikidata |
|        | el Puig de Baga                | masia                    | Gisclareny               | 993                  |                      | 42° 15′ 56″ N, 1° 48′ 34″ E / 42.265429°N,1.809328°E                | bé integrant del patrimoni cultural català           | El Puig de Baga                               | Modifica les dades a Wikidata |
|        | el Tossal                      | masia                    | Gisclareny               |                      |                      | 42° 14′ 55″ N, 1° 47′ 11″ E / 42.2487108976126°N,1.7862772150295°E  |                                                      |                                               | Modifica les dades a Wikidata |
|        | l'Hostalet                     | masia                    | Gisclareny               |                      |                      | 42° 16′ 08″ N, 1° 48′ 53″ E / 42.2689026031209°N,1.81470043240587°E |                                                      |                                               | Modifica les dades a Wikidata |
|        | la Baga                        | masia                    | Gisclareny               |                      |                      | 42° 16′ 36″ N, 1° 46′ 08″ E / 42.2766337844738°N,1.76892114738112°E |                                                      |                                               | Modifica les dades a Wikidata |
|        | la Boïga                       | masia                    | Gisclareny               |                      |                      | 42° 15′ 20″ N, 1° 46′ 17″ E / 42.2556588120459°N,1.77145077669072°E |                                                      |                                               | Modifica les dades a Wikidata |
|        | la Casanova                    | masia                    | Gisclareny               |                      |                      | 42° 15′ 23″ N, 1° 46′ 10″ E / 42.2563678790529°N,1.76954578710788°E |                                                      |                                               | Modifica les dades a Wikidata |
|        | la Pelosa                      | masia                    | Gisclareny               |                      |                      | 42° 16′ 52″ N, 1° 47′ 48″ E / 42.28104°N,1.79675°E                  |                                                      |                                               | Modifica les dades a Wikidata |
|        | Mas Caselles                   | masia                    | Gisclareny               | 1307                 | ruïnós               | 42° 14′ 58″ N, 1° 46′ 55″ E / 42.24945°N,1.781848°E                 | bé integrant del patrimoni cultural català           |                                               | Modifica les dades a Wikidata |
|        | Masia de la Faia               | masia                    | Gisclareny               |                      |                      | 42° 15′ 54″ N, 1° 49′ 25″ E / 42.265042°N,1.823692°E                | bé integrant del patrimoni cultural català           | Masia de la Faia                              | Modifica les dades a Wikidata |
|        | Monnell                        | masia                    | Gisclareny               | 1012                 |                      | 42° 16′ 15″ N, 1° 47′ 44″ E / 42.27071°N,1.795521°E                 | bé integrant del patrimoni cultural català           | Monnell                                       | Modifica les dades a Wikidata |
|        | Murcurols                      | masia casa forta         | Gisclareny               | 1180                 |                      | 42° 15′ 59″ N, 1° 47′ 03″ E / 42.266298°N,1.784189°E                | bé d'interès cultural bé cultural d'interès nacional | Murcurols                                     | Modifica les dades a Wikidata |
|        | Rocadecans                     | masia                    | Gisclareny               |                      |                      | 42° 14′ 35″ N, 1° 49′ 36″ E / 42.2429904221786°N,1.82679725802991°E |                                                      |                                               | Modifica les dades a Wikidata |
|        | Cal Blau                       | masia                    | Guardiola de Berguedà    |                      |                      | 42° 13′ 53″ N, 1° 52′ 54″ E / 42.2314075793434°N,1.88169045256582°E |                                                      |                                               | Modifica les dades a Wikidata |
|        | Cal Cabanes                    | masia                    | Guardiola de Berguedà    |                      |                      | 42° 16′ 47″ N, 1° 54′ 41″ E / 42.279606139145°N,1.91142465538245°E  |                                                      |                                               | Modifica les dades a Wikidata |
|        | Cal Clarà                      | masia                    | Guardiola de Berguedà    |                      |                      | 42° 15′ 12″ N, 1° 53′ 03″ E / 42.2533987635535°N,1.88428417848314°E |                                                      |                                               | Modifica les dades a Wikidata |
|        | Cal Clotet                     | masia                    | Guardiola de Berguedà    |                      |                      | 42° 13′ 04″ N, 1° 50′ 37″ E / 42.2177011106621°N,1.84363407061508°E |                                                      |                                               | Modifica les dades a Wikidata |
|        | Cal Companyó                   | masia                    | Guardiola de Berguedà    |                      |                      | 42° 14′ 38″ N, 1° 53′ 48″ E / 42.24393889°N,1.8968°E                |                                                      |                                               | Modifica les dades a Wikidata |
|        | Cal Cosí                       | masia                    | Guardiola de Berguedà    |                      |                      | 42° 15′ 07″ N, 1° 53′ 40″ E / 42.2518398180045°N,1.89442175510182°E |                                                      |                                               | Modifica les dades a Wikidata |
|        | Cal Galló                      | masia                    | Guardiola de Berguedà    |                      |                      | 42° 15′ 11″ N, 1° 53′ 30″ E / 42.2530022176064°N,1.89168597978811°E |                                                      |                                               | Modifica les dades a Wikidata |
|        | Cal Janola                     | masia                    | Guardiola de Berguedà    |                      |                      | 42° 13′ 03″ N, 1° 50′ 35″ E / 42.2175787995175°N,1.84311532113769°E |                                                      |                                               | Modifica les dades a Wikidata |
|        | Cal Muntaner                   | masia                    | Guardiola de Berguedà    |                      |                      | 42° 16′ 51″ N, 1° 54′ 23″ E / 42.2809441550315°N,1.90628360291698°E |                                                      |                                               | Modifica les dades a Wikidata |
|        | Cal Seguerulls                 | masia                    | Guardiola de Berguedà    |                      |                      | 42° 14′ 43″ N, 1° 53′ 42″ E / 42.2451893922803°N,1.89495001117843°E |                                                      |                                               | Modifica les dades a Wikidata |
|        | Cal Tinent                     | masia                    | Guardiola de Berguedà    |                      |                      | 42° 16′ 46″ N, 1° 51′ 01″ E / 42.2794607862972°N,1.85038838788246°E |                                                      |                                               | Modifica les dades a Wikidata |
|        | Cal Vilalta                    | masia                    | Guardiola de Berguedà    |                      |                      | 42° 15′ 05″ N, 1° 53′ 37″ E / 42.2514526244977°N,1.89349509705181°E |                                                      |                                               | Modifica les dades a Wikidata |
|        | Casa del Jou                   | masia                    | Guardiola de Berguedà    |                      |                      | 42° 17′ 53″ N, 1° 52′ 19″ E / 42.298159°N,1.871871°E                | bé integrant del patrimoni cultural català           |                                               | Modifica les dades a Wikidata |
|        | Casa del Pla d'Erols           | masia                    | Guardiola de Berguedà    |                      |                      | 42° 16′ 52″ N, 1° 57′ 06″ E / 42.280998°N,1.951655°E                | bé integrant del patrimoni cultural català           |                                               | Modifica les dades a Wikidata |
|        | Casa Erols                     | masia                    | Guardiola de Berguedà    |                      |                      | 42° 16′ 21″ N, 1° 57′ 15″ E / 42.272554°N,1.954032°E                | bé integrant del patrimoni cultural català           |                                               | Modifica les dades a Wikidata |
|        | Casa Freda                     | masia                    | Guardiola de Berguedà    |                      |                      | 42° 17′ 09″ N, 1° 54′ 51″ E / 42.2859180217867°N,1.91412990325632°E |                                                      |                                               | Modifica les dades a Wikidata |
|        | Casa Pardinella                | masia                    | Guardiola de Berguedà    |                      |                      | 42° 16′ 38″ N, 1° 56′ 26″ E / 42.277308°N,1.940595°E                | bé integrant del patrimoni cultural català           |                                               | Modifica les dades a Wikidata |
|        | Casa Rotllan                   | masia                    | Guardiola de Berguedà    |                      |                      | 42° 15′ 00″ N, 1° 53′ 13″ E / 42.250026°N,1.886833°E                | bé integrant del patrimoni cultural català           |                                               | Modifica les dades a Wikidata |
|        | Casa Sobirana                  | masia                    | Guardiola de Berguedà    |                      |                      | 42° 15′ 09″ N, 1° 54′ 18″ E / 42.252591°N,1.905138°E                | bé integrant del patrimoni cultural català           |                                               | Modifica les dades a Wikidata |
|        | Cavallera                      | masia                    | Guardiola de Berguedà    |                      |                      | 42° 14′ 17″ N, 1° 53′ 06″ E / 42.237953710542°N,1.885060427175°E    |                                                      |                                               | Modifica les dades a Wikidata |
|        | Clarà                          | masia                    | Guardiola de Berguedà    |                      |                      | 42° 15′ 12″ N, 1° 53′ 03″ E / 42.2533987635535°N,1.88428417848314°E |                                                      |                                               | Modifica les dades a Wikidata |
|        | el Castell                     | masia                    | Guardiola de Berguedà    |                      |                      | 42° 15′ 22″ N, 1° 54′ 17″ E / 42.2561432508789°N,1.90459072736608°E |                                                      |                                               | Modifica les dades a Wikidata |
|        | el Vilar                       | masia                    | Guardiola de Berguedà    |                      |                      | 42° 13′ 50″ N, 1° 52′ 16″ E / 42.2306917622093°N,1.87113587537563°E |                                                      |                                               | Modifica les dades a Wikidata |
|        | els Fangassos                  | masia                    | Guardiola de Berguedà    |                      |                      | 42° 13′ 28″ N, 1° 52′ 22″ E / 42.2245755047772°N,1.87285644144413°E |                                                      |                                               | Modifica les dades a Wikidata |
|        | Escriu                         | masia                    | Guardiola de Berguedà    |                      |                      | 42° 17′ 12″ N, 1° 49′ 02″ E / 42.2868054411064°N,1.81720303982213°E |                                                      |                                               | Modifica les dades a Wikidata |
|        | Hospital de Rocasança          | masia                    | Guardiola de Berguedà    |                      |                      | 42° 17′ 53″ N, 1° 52′ 19″ E / 42.298159°N,1.871871°E                | bé integrant del patrimoni cultural català           |                                               | Modifica les dades a Wikidata |
|        | Hostal el Collet d'Eina        | masia                    | Guardiola de Berguedà    |                      |                      | 42° 12′ 59″ N, 1° 52′ 05″ E / 42.216411°N,1.868014°E                | bé integrant del patrimoni cultural català           |                                               | Modifica les dades a Wikidata |
|        | l'Estret                       | masia                    | Guardiola de Berguedà    |                      |                      | 42° 15′ 52″ N, 1° 55′ 24″ E / 42.26443745087°N,1.923392966137°E     |                                                      |                                               | Modifica les dades a Wikidata |
|        | la Casanova de Vilella         | masia                    | Guardiola de Berguedà    |                      |                      | 42° 14′ 23″ N, 1° 54′ 22″ E / 42.2396218555328°N,1.90604008738903°E |                                                      |                                               | Modifica les dades a Wikidata |
|        | la Caseta                      | masia                    | Guardiola de Berguedà    |                      |                      | 42° 16′ 11″ N, 1° 55′ 24″ E / 42.269840191906°N,1.9233010196199°E   |                                                      |                                               | Modifica les dades a Wikidata |
|        | la Coma                        | masia                    | Guardiola de Berguedà    |                      |                      | 42° 16′ 05″ N, 1° 54′ 34″ E / 42.2679613806835°N,1.90953946195395°E |                                                      |                                               | Modifica les dades a Wikidata |
|        | la Creueta                     | masia                    | Guardiola de Berguedà    |                      |                      | 42° 16′ 48″ N, 1° 55′ 32″ E / 42.2799370178748°N,1.92549935529166°E |                                                      |                                               | Modifica les dades a Wikidata |
|        | les Planes                     | masia                    | Guardiola de Berguedà    |                      |                      | 42° 14′ 23″ N, 1° 54′ 44″ E / 42.2398508087493°N,1.91212043811219°E |                                                      |                                               | Modifica les dades a Wikidata |
|        | Mas de Pei                     | masia                    | Guardiola de Berguedà    |                      |                      | 42° 13′ 07″ N, 1° 50′ 57″ E / 42.2185040434461°N,1.84914432507129°E |                                                      |                                               | Modifica les dades a Wikidata |
|        | Maçaners                       | masia                    | Guardiola de Berguedà    |                      |                      | 42° 16′ 36″ N, 1° 55′ 15″ E / 42.2765710413504°N,1.92094821837729°E |                                                      |                                               | Modifica les dades a Wikidata |
|        | Millarès                       | masia                    | Guardiola de Berguedà    |                      |                      | 42° 17′ 11″ N, 1° 51′ 43″ E / 42.286393617854°N,1.86194258700025°E  |                                                      |                                               | Modifica les dades a Wikidata |
|        | Pla de l'Arca                  | masia                    | Guardiola de Berguedà    |                      |                      | 42° 16′ 20″ N, 1° 54′ 05″ E / 42.272334566575°N,1.9014313243114°E   |                                                      |                                               | Modifica les dades a Wikidata |
|        | Prat Terrer                    | masia                    | Guardiola de Berguedà    |                      |                      | 42° 16′ 31″ N, 1° 55′ 50″ E / 42.275311009371°N,1.9304839800075°E   |                                                      |                                               | Modifica les dades a Wikidata |
|        | Rebollet                       | masia                    | Guardiola de Berguedà    |                      |                      | 42° 14′ 16″ N, 1° 52′ 21″ E / 42.2376927618905°N,1.87238061640723°E |                                                      |                                               | Modifica les dades a Wikidata |
|        | Ruaup                          | masia                    | Guardiola de Berguedà    |                      |                      | 42° 13′ 01″ N, 1° 50′ 13″ E / 42.2168134786238°N,1.83690182435694°E |                                                      |                                               | Modifica les dades a Wikidata |
|        | Soldevila                      | masia                    | Guardiola de Berguedà    |                      |                      | 42° 12′ 26″ N, 1° 51′ 14″ E / 42.2073576349698°N,1.8539620819124°E  |                                                      |                                               | Modifica les dades a Wikidata |
|        | Vilella                        | masia                    | Guardiola de Berguedà    |                      |                      | 42° 14′ 44″ N, 1° 54′ 17″ E / 42.2456252718702°N,1.90471211747293°E |                                                      |                                               | Modifica les dades a Wikidata |
|        | Ca l'Andreuet                  | masia                    | Gósol                    |                      |                      | 42° 14′ 41″ N, 1° 40′ 42″ E / 42.2448066620095°N,1.67831754789361°E |                                                      |                                               | Modifica les dades a Wikidata |
|        | Cal Barceló                    | masia                    | Gósol                    |                      |                      | 42° 14′ 10″ N, 1° 39′ 29″ E / 42.2360339010125°N,1.65807963555551°E |                                                      |                                               | Modifica les dades a Wikidata |
|        | Cal Costa                      | masia                    | Gósol                    |                      |                      | 42° 10′ 38″ N, 1° 42′ 14″ E / 42.1770855817193°N,1.70399336751173°E |                                                      |                                               | Modifica les dades a Wikidata |
|        | Cal Culestret                  | masia                    | Gósol                    |                      |                      | 42° 10′ 31″ N, 1° 43′ 03″ E / 42.1752460220942°N,1.71740993658658°E |                                                      |                                               | Modifica les dades a Wikidata |
|        | Cal Franciscó                  | masia                    | Gósol                    |                      |                      | 42° 14′ 02″ N, 1° 39′ 48″ E / 42.2340065608838°N,1.66339431413238°E |                                                      |                                               | Modifica les dades a Wikidata |
|        | Cal Garrost                    | masia                    | Gósol                    | 1368                 | ruïnós               | 42° 11′ 37″ N, 1° 40′ 28″ E / 42.1935278943794°N,1.67457851359205°E |                                                      | Cal Garrost                                   | Modifica les dades a Wikidata |
|        | Cal Joan                       | masia                    | Gósol                    |                      |                      | 42° 10′ 40″ N, 1° 42′ 15″ E / 42.177681765695°N,1.70415070648014°E  |                                                      |                                               | Modifica les dades a Wikidata |
|        | Cal Jou                        | masia                    | Gósol                    |                      |                      | 42° 13′ 19″ N, 1° 40′ 44″ E / 42.2219662793606°N,1.67901218639366°E |                                                      |                                               | Modifica les dades a Wikidata |
|        | Cal Mariano                    | masia                    | Gósol                    |                      |                      | 42° 14′ 15″ N, 1° 40′ 43″ E / 42.2374529991856°N,1.67868918687206°E |                                                      |                                               | Modifica les dades a Wikidata |
|        | Cal Pendola                    | masia                    | Gósol                    |                      |                      | 42° 11′ 20″ N, 1° 41′ 25″ E / 42.1889609701377°N,1.69018723454418°E |                                                      |                                               | Modifica les dades a Wikidata |
|        | Cal Perdut                     | masia                    | Gósol                    |                      |                      | 42° 13′ 25″ N, 1° 40′ 44″ E / 42.2235149533219°N,1.67897989787423°E |                                                      |                                               | Modifica les dades a Wikidata |
|        | Cal Perramon                   | masia                    | Gósol                    |                      |                      | 42° 13′ 17″ N, 1° 40′ 44″ E / 42.22140566422°N,1.67881789359777°E   |                                                      |                                               | Modifica les dades a Wikidata |
|        | Cal Ros                        | masia                    | Gósol                    |                      |                      | 42° 13′ 21″ N, 1° 40′ 44″ E / 42.2226045808786°N,1.67891406155498°E |                                                      |                                               | Modifica les dades a Wikidata |
|        | Can Blanc                      | masia                    | Gósol                    | 1431                 |                      | 42° 10′ 39″ N, 1° 40′ 39″ E / 42.177449005831°N,1.6774449756512°E   |                                                      | Can Blanc (Gósol)                             | Modifica les dades a Wikidata |
|        | Can Pelegrí                    | masia                    | Gósol                    | 1377                 |                      | 42° 10′ 33″ N, 1° 40′ 21″ E / 42.175811°N,1.672506°E                |                                                      | Can Pelegrí (Vilacireres)                     | Modifica les dades a Wikidata |
|        | Casa la Collada                | masia                    | Gósol                    |                      |                      | 42° 11′ 23″ N, 1° 41′ 33″ E / 42.189808°N,1.692601°E                | bé integrant del patrimoni cultural català           |                                               | Modifica les dades a Wikidata |
|        | Caseta de les Basses           | masia                    | Gósol                    |                      |                      | 42° 13′ 50″ N, 1° 39′ 37″ E / 42.2304768815487°N,1.66036653077909°E |                                                      |                                               | Modifica les dades a Wikidata |
|        | la Feixeta                     | masia                    | Gósol                    |                      |                      | 42° 11′ 22″ N, 1° 41′ 39″ E / 42.1895458028712°N,1.69408682353392°E |                                                      |                                               | Modifica les dades a Wikidata |
|        | la Guardiola                   | masia                    | Gósol                    |                      |                      | 42° 10′ 28″ N, 1° 43′ 15″ E / 42.1743844009058°N,1.72090221127156°E |                                                      |                                               | Modifica les dades a Wikidata |
|        | la Roca                        | masia                    | Gósol                    |                      |                      | 42° 11′ 40″ N, 1° 41′ 12″ E / 42.1944228166602°N,1.68661059803353°E |                                                      |                                               | Modifica les dades a Wikidata |
|        | Serres                         | masia                    | Gósol                    |                      |                      | 42° 12′ 59″ N, 1° 40′ 02″ E / 42.2162643897239°N,1.66724572423443°E |                                                      |                                               | Modifica les dades a Wikidata |
|        | Torre del Campet               | masia                    | Gósol                    |                      |                      | 42° 14′ 09″ N, 1° 39′ 53″ E / 42.2358950273178°N,1.66469969689783°E |                                                      |                                               | Modifica les dades a Wikidata |
|        | Ardericó (masia)               | refugi de muntanya masia | la Pobla de Lillet       | 1326                 |                      | 42° 12′ 28″ N, 1° 57′ 58″ E / 42.20777778°N,1.96603056°E            |                                                      | Refugi Ardericó                               | Modifica les dades a Wikidata |
|        | Arderiu                        | masia                    | la Pobla de Lillet       |                      |                      | 42° 13′ 16″ N, 1° 58′ 31″ E / 42.2211869760241°N,1.97535016347647°E |                                                      |                                               | Modifica les dades a Wikidata |
|        | Barraca del Morquerols         | masia                    | la Pobla de Lillet       |                      |                      | 42° 14′ 16″ N, 1° 57′ 28″ E / 42.2378881321673°N,1.95777295148778°E |                                                      |                                               | Modifica les dades a Wikidata |
|        | Ca la Xesa                     | masia                    | la Pobla de Lillet       |                      |                      | 42° 14′ 21″ N, 1° 57′ 42″ E / 42.2392196685937°N,1.96159308726818°E |                                                      |                                               | Modifica les dades a Wikidata |
|        | Cal Font                       | masia                    | la Pobla de Lillet       |                      |                      | 42° 12′ 55″ N, 2° 00′ 35″ E / 42.2153730300802°N,2.00964615995584°E |                                                      |                                               | Modifica les dades a Wikidata |
|        | Cal Pau Solana                 | masia                    | la Pobla de Lillet       |                      |                      | 42° 14′ 24″ N, 1° 57′ 40″ E / 42.2398911881603°N,1.9611578703621°E  |                                                      |                                               | Modifica les dades a Wikidata |
|        | Cal Roger                      | masia                    | la Pobla de Lillet       |                      |                      | 42° 14′ 21″ N, 1° 57′ 39″ E / 42.2391398368358°N,1.96073387520939°E |                                                      |                                               | Modifica les dades a Wikidata |
|        | Can Branca                     | masia                    | la Pobla de Lillet       |                      |                      | 42° 15′ 11″ N, 1° 58′ 26″ E / 42.2530924697634°N,1.97397312680609°E |                                                      |                                               | Modifica les dades a Wikidata |
|        | Can Fumanya                    | masia                    | la Pobla de Lillet       |                      |                      | 42° 14′ 25″ N, 1° 56′ 53″ E / 42.240349920537°N,1.9480428375025°E   |                                                      |                                               | Modifica les dades a Wikidata |
|        | Casa de Baix                   | masia                    | la Pobla de Lillet       |                      |                      | 42° 13′ 37″ N, 1° 56′ 46″ E / 42.2269201752944°N,1.94611443302475°E |                                                      |                                               | Modifica les dades a Wikidata |
|        | Cellers                        | masia                    | la Pobla de Lillet       |                      |                      | 42° 12′ 28″ N, 2° 00′ 18″ E / 42.2077124619109°N,2.00487177064795°E |                                                      |                                               | Modifica les dades a Wikidata |
|        | Eits                           | masia                    | la Pobla de Lillet       |                      |                      | 42° 14′ 42″ N, 1° 58′ 11″ E / 42.2451121890239°N,1.96986005172118°E |                                                      |                                               | Modifica les dades a Wikidata |
|        | el Boix                        | masia                    | la Pobla de Lillet       |                      |                      | 42° 13′ 41″ N, 2° 00′ 57″ E / 42.2279272086345°N,2.01587241543631°E |                                                      |                                               | Modifica les dades a Wikidata |
|        | el Celler de l'Alegret         | masia                    | la Pobla de Lillet       |                      |                      | 42° 14′ 49″ N, 1° 56′ 46″ E / 42.2468320555521°N,1.94603758919185°E |                                                      |                                               | Modifica les dades a Wikidata |
|        | el Plantiu                     | masia                    | la Pobla de Lillet       |                      |                      | 42° 14′ 22″ N, 1° 57′ 18″ E / 42.2394491595954°N,1.9551293250506°E  |                                                      |                                               | Modifica les dades a Wikidata |
|        | el Prat                        | masia                    | la Pobla de Lillet       |                      |                      | 42° 14′ 29″ N, 1° 58′ 43″ E / 42.241453006268°N,1.9786220741071°E   |                                                      |                                               | Modifica les dades a Wikidata |
|        | el Puig                        | masia                    | la Pobla de Lillet       |                      |                      | 42° 14′ 34″ N, 2° 00′ 22″ E / 42.242669684523°N,2.0061830949221°E   |                                                      |                                               | Modifica les dades a Wikidata |
|        | el Tinar                       | masia                    | la Pobla de Lillet       |                      |                      | 42° 14′ 25″ N, 1° 58′ 21″ E / 42.2404073745779°N,1.97246972531199°E |                                                      |                                               | Modifica les dades a Wikidata |
|        | els Carbonells                 | masia                    | la Pobla de Lillet       |                      |                      | 42° 14′ 50″ N, 1° 59′ 56″ E / 42.247108853714°N,1.998840547663°E    |                                                      |                                               | Modifica les dades a Wikidata |
|        | els Cortals                    | masia                    | la Pobla de Lillet       |                      |                      | 42° 14′ 14″ N, 1° 57′ 05″ E / 42.2370924151978°N,1.9514959630241°E  |                                                      |                                               | Modifica les dades a Wikidata |
|        | Junyent                        | masia                    | la Pobla de Lillet       |                      |                      | 42° 13′ 17″ N, 1° 59′ 02″ E / 42.2213342472971°N,1.98380517950059°E |                                                      |                                               | Modifica les dades a Wikidata |
|        | l'Espelt                       | masia                    | la Pobla de Lillet       |                      |                      | 42° 14′ 31″ N, 1° 54′ 59″ E / 42.2418827124651°N,1.91650952062359°E |                                                      |                                               | Modifica les dades a Wikidata |
|        | la Casanova                    | masia                    | la Pobla de Lillet       |                      |                      | 42° 14′ 19″ N, 1° 56′ 46″ E / 42.2385553459394°N,1.9460299079138°E  |                                                      |                                               | Modifica les dades a Wikidata |
|        | la Caseta                      | masia                    | la Pobla de Lillet       |                      |                      | 42° 14′ 30″ N, 1° 58′ 11″ E / 42.2417686771271°N,1.96961143350634°E |                                                      |                                               | Modifica les dades a Wikidata |
|        | la Muga                        | masia                    | la Pobla de Lillet       |                      |                      | 42° 15′ 06″ N, 2° 00′ 56″ E / 42.2515842747143°N,2.01562593167637°E |                                                      |                                               | Modifica les dades a Wikidata |
|        | la Qüestió                     | masia                    | la Pobla de Lillet       |                      |                      | 42° 12′ 07″ N, 2° 00′ 18″ E / 42.2019864476611°N,2.00509487749897°E |                                                      |                                               | Modifica les dades a Wikidata |
|        | la Sala                        | masia                    | la Pobla de Lillet       |                      |                      | 42° 14′ 31″ N, 1° 56′ 22″ E / 42.242072730032°N,1.9395298972053°E   |                                                      |                                               | Modifica les dades a Wikidata |
|        | la Sarga                       | masia                    | la Pobla de Lillet       |                      |                      | 42° 14′ 43″ N, 1° 59′ 46″ E / 42.2452827869428°N,1.99620876389432°E |                                                      |                                               | Modifica les dades a Wikidata |
|        | la Teuleria de Montclús        | masia                    | la Pobla de Lillet       |                      |                      | 42° 12′ 09″ N, 1° 59′ 04″ E / 42.2025519252912°N,1.98432427137425°E |                                                      |                                               | Modifica les dades a Wikidata |
|        | les Comes                      | masia                    | la Pobla de Lillet       |                      |                      | 42° 14′ 56″ N, 1° 59′ 16″ E / 42.248814070772°N,1.9879039918476°E   |                                                      |                                               | Modifica les dades a Wikidata |
|        | les Rovires                    | masia                    | la Pobla de Lillet       |                      |                      | 42° 13′ 08″ N, 2° 00′ 17″ E / 42.2189596698529°N,2.00469517942527°E |                                                      |                                               | Modifica les dades a Wikidata |
|        | Montclús de Baix               | masia                    | la Pobla de Lillet       |                      |                      | 42° 12′ 25″ N, 1° 59′ 49″ E / 42.2069495521797°N,1.99690070312772°E |                                                      |                                               | Modifica les dades a Wikidata |
|        | Montclús de Dalt               | masia                    | la Pobla de Lillet       |                      |                      | 42° 12′ 28″ N, 1° 59′ 47″ E / 42.2077459074823°N,1.9963066300298°E  |                                                      |                                               | Modifica les dades a Wikidata |
|        | Montverdor                     | masia                    | la Pobla de Lillet       |                      |                      | 42° 14′ 28″ N, 2° 01′ 06″ E / 42.240973085562°N,2.0183299930547°E   |                                                      |                                               | Modifica les dades a Wikidata |
|        | Puigcastellar                  | masia                    | la Pobla de Lillet       |                      |                      | 42° 15′ 07″ N, 1° 57′ 25″ E / 42.2519039596255°N,1.95703306844676°E |                                                      |                                               | Modifica les dades a Wikidata |
|        | Sarga                          | masia                    | la Pobla de Lillet       |                      |                      | 42° 14′ 43″ N, 1° 59′ 49″ E / 42.245387354966°N,1.9968374097422°E   |                                                      |                                               | Modifica les dades a Wikidata |
|        | Saus                           | masia                    | la Pobla de Lillet       |                      |                      | 42° 14′ 53″ N, 1° 57′ 22″ E / 42.2481309202619°N,1.95610124753651°E |                                                      |                                               | Modifica les dades a Wikidata |
|        | Vallfogona                     | masia                    | la Pobla de Lillet       |                      |                      | 42° 13′ 07″ N, 1° 56′ 44″ E / 42.218678°N,1.945687°E                | bé integrant del patrimoni cultural català           |                                               | Modifica les dades a Wikidata |
|        | Ventallola                     | masia                    | la Pobla de Lillet       |                      |                      | 42° 14′ 29″ N, 1° 58′ 30″ E / 42.241276710305°N,1.97501302948127°E  |                                                      |                                               | Modifica les dades a Wikidata |
|        | Vilardell                      | masia                    | la Pobla de Lillet       |                      |                      | 42° 14′ 13″ N, 1° 57′ 54″ E / 42.236902388879°N,1.9650673633978°E   |                                                      |                                               | Modifica les dades a Wikidata |
|        | Anorra                         | masia                    | Saldes                   |                      |                      | 42° 15′ 07″ N, 1° 43′ 57″ E / 42.2519845352962°N,1.7325728596746°E  |                                                      |                                               | Modifica les dades a Wikidata |
|        | Ca l'Anella                    | masia                    | Saldes                   |                      |                      | 42° 13′ 47″ N, 1° 46′ 09″ E / 42.2296696675449°N,1.76915565582065°E |                                                      |                                               | Modifica les dades a Wikidata |
|        | Ca l'Arner                     | masia                    | Saldes                   |                      |                      | 42° 13′ 41″ N, 1° 43′ 53″ E / 42.2279888518402°N,1.73144138657804°E |                                                      |                                               | Modifica les dades a Wikidata |
|        | Ca l'Elies                     | masia                    | Saldes                   |                      |                      | 42° 13′ 28″ N, 1° 45′ 36″ E / 42.22446352687°N,1.75990237918366°E   |                                                      |                                               | Modifica les dades a Wikidata |
|        | Ca l'Ermità                    | masia                    | Saldes                   |                      |                      | 42° 13′ 34″ N, 1° 44′ 33″ E / 42.2261840459397°N,1.74256498539366°E |                                                      |                                               | Modifica les dades a Wikidata |
|        | Ca l'Escarola                  | masia                    | Saldes                   |                      |                      | 42° 12′ 45″ N, 1° 42′ 36″ E / 42.2126111529011°N,1.71006364067959°E |                                                      |                                               | Modifica les dades a Wikidata |
|        | Ca l'Esquerrà                  | masia                    | Saldes                   |                      |                      | 42° 13′ 46″ N, 1° 43′ 58″ E / 42.229560356869°N,1.73265807905434°E  |                                                      |                                               | Modifica les dades a Wikidata |
|        | Ca l'Estevelló                 | masia                    | Saldes                   |                      |                      | 42° 13′ 14″ N, 1° 44′ 51″ E / 42.2204936106755°N,1.74763350240023°E |                                                      |                                               | Modifica les dades a Wikidata |
|        | Ca l'Hoste                     | masia                    | Saldes                   |                      |                      | 42° 13′ 39″ N, 1° 43′ 54″ E / 42.2274511518291°N,1.73168238973873°E |                                                      |                                               | Modifica les dades a Wikidata |
|        | Ca la Gran                     | masia                    | Saldes                   |                      |                      | 42° 13′ 36″ N, 1° 46′ 15″ E / 42.2265883253873°N,1.77071809724716°E |                                                      |                                               | Modifica les dades a Wikidata |
|        | Ca la Joana                    | masia                    | Saldes                   |                      |                      | 42° 13′ 31″ N, 1° 43′ 32″ E / 42.2253115837281°N,1.72553329727197°E |                                                      |                                               | Modifica les dades a Wikidata |
|        | Ca la Martina                  | masia                    | Saldes                   |                      |                      | 42° 13′ 40″ N, 1° 46′ 18″ E / 42.2278603406288°N,1.7717597791775°E  |                                                      |                                               | Modifica les dades a Wikidata |
|        | Ca la Pona                     | masia                    | Saldes                   |                      |                      | 42° 13′ 35″ N, 1° 46′ 40″ E / 42.226340562981°N,1.77787222319561°E  |                                                      |                                               | Modifica les dades a Wikidata |
|        | Cal Baldiri                    | masia                    | Saldes                   |                      |                      | 42° 13′ 56″ N, 1° 44′ 17″ E / 42.2323292457934°N,1.73792275177109°E |                                                      |                                               | Modifica les dades a Wikidata |
|        | Cal Baró                       | masia                    | Saldes                   |                      |                      | 42° 14′ 00″ N, 1° 47′ 04″ E / 42.233330185032°N,1.7845562905261°E   |                                                      |                                               | Modifica les dades a Wikidata |
|        | Cal Batllevell                 | masia                    | Saldes                   |                      |                      | 42° 13′ 39″ N, 1° 43′ 57″ E / 42.2276040572401°N,1.73247909742683°E |                                                      |                                               | Modifica les dades a Wikidata |
|        | Cal Bessó                      | masia                    | Saldes                   |                      |                      | 42° 14′ 33″ N, 1° 44′ 41″ E / 42.242480788906°N,1.74464126639006°E  |                                                      |                                               | Modifica les dades a Wikidata |
|        | Cal Bigardo                    | masia                    | Saldes                   |                      |                      | 42° 12′ 59″ N, 1° 41′ 41″ E / 42.216463003802°N,1.69469539770927°E  |                                                      |                                               | Modifica les dades a Wikidata |
|        | Cal Blau                       | masia                    | Saldes                   |                      |                      | 42° 13′ 01″ N, 1° 41′ 36″ E / 42.2169706147121°N,1.69340068254176°E |                                                      |                                               | Modifica les dades a Wikidata |
|        | Cal Calderer                   | masia                    | Saldes                   |                      |                      | 42° 13′ 57″ N, 1° 44′ 18″ E / 42.2324869815566°N,1.73834376150021°E |                                                      |                                               | Modifica les dades a Wikidata |
|        | Cal Carinyena                  | masia                    | Saldes                   |                      |                      | 42° 13′ 13″ N, 1° 44′ 39″ E / 42.2202751137399°N,1.74412408916311°E |                                                      |                                               | Modifica les dades a Wikidata |
|        | Cal Carota                     | masia                    | Saldes                   |                      |                      | 42° 13′ 58″ N, 1° 46′ 58″ E / 42.2328867496348°N,1.78283579523527°E |                                                      |                                               | Modifica les dades a Wikidata |
|        | Cal Cebrià                     | masia                    | Saldes                   |                      |                      | 42° 13′ 42″ N, 1° 46′ 23″ E / 42.2284221785965°N,1.77292432103405°E |                                                      |                                               | Modifica les dades a Wikidata |
|        | Cal Cisco                      | masia                    | Saldes                   |                      |                      | 42° 14′ 48″ N, 1° 44′ 13″ E / 42.2467199977204°N,1.73701771324351°E |                                                      |                                               | Modifica les dades a Wikidata |
|        | Cal Cisteller                  | masia                    | Saldes                   |                      |                      | 42° 12′ 57″ N, 1° 43′ 26″ E / 42.2158098082929°N,1.72388284211563°E |                                                      |                                               | Modifica les dades a Wikidata |
|        | Cal Civader                    | masia                    | Saldes                   | 1225                 |                      | 42° 13′ 53″ N, 1° 46′ 02″ E / 42.2312525090459°N,1.76727078005521°E |                                                      | Cal Civader                                   | Modifica les dades a Wikidata |
|        | Cal Comes                      | masia                    | Saldes                   |                      |                      | 42° 13′ 31″ N, 1° 44′ 20″ E / 42.2252419961913°N,1.73879097917041°E |                                                      |                                               | Modifica les dades a Wikidata |
|        | Cal Faldilla                   | masia                    | Saldes                   |                      |                      | 42° 13′ 43″ N, 1° 44′ 50″ E / 42.2286581324337°N,1.74726610114522°E |                                                      |                                               | Modifica les dades a Wikidata |
|        | Cal Fantasi                    | masia                    | Saldes                   |                      |                      | 42° 13′ 33″ N, 1° 45′ 10″ E / 42.2258813716406°N,1.75278595181027°E |                                                      |                                               | Modifica les dades a Wikidata |
|        | Cal Fanxó                      | masia                    | Saldes                   |                      |                      | 42° 12′ 39″ N, 1° 42′ 27″ E / 42.2108627465206°N,1.70755517688043°E |                                                      |                                               | Modifica les dades a Wikidata |
|        | Cal Ferrús                     | masia                    | Saldes                   |                      |                      | 42° 12′ 46″ N, 1° 42′ 12″ E / 42.2129038322917°N,1.70327334703064°E |                                                      |                                               | Modifica les dades a Wikidata |
|        | Cal Forneró                    | masia                    | Saldes                   |                      |                      | 42° 13′ 19″ N, 1° 44′ 44″ E / 42.2220114784635°N,1.74560425524947°E |                                                      |                                               | Modifica les dades a Wikidata |
|        | Cal Francisquet                | masia                    | Saldes                   |                      |                      | 42° 13′ 33″ N, 1° 43′ 34″ E / 42.2257877365127°N,1.72623864306944°E |                                                      |                                               | Modifica les dades a Wikidata |
|        | Cal General                    | masia                    | Saldes                   |                      |                      | 42° 13′ 24″ N, 1° 44′ 53″ E / 42.2233990349023°N,1.74813345360592°E |                                                      |                                               | Modifica les dades a Wikidata |
|        | Cal Gleva                      | masia                    | Saldes                   |                      |                      | 42° 13′ 22″ N, 1° 47′ 08″ E / 42.2227759304084°N,1.78567150562909°E |                                                      |                                               | Modifica les dades a Wikidata |
|        | Cal Gravat                     | masia                    | Saldes                   |                      |                      | 42° 13′ 49″ N, 1° 45′ 41″ E / 42.230152537273°N,1.76130578865913°E  |                                                      |                                               | Modifica les dades a Wikidata |
|        | Cal Grill                      | masia                    | Saldes                   |                      |                      | 42° 13′ 50″ N, 1° 46′ 51″ E / 42.2306594713781°N,1.7808790709249°E  |                                                      |                                               | Modifica les dades a Wikidata |
|        | Cal Gràcia                     | masia                    | Saldes                   |                      |                      | 42° 13′ 27″ N, 1° 47′ 03″ E / 42.224217553805°N,1.78403230327688°E  |                                                      |                                               | Modifica les dades a Wikidata |
|        | Cal Guineu                     | masia                    | Saldes                   |                      |                      | 42° 13′ 38″ N, 1° 46′ 21″ E / 42.22722960018°N,1.77257177326991°E   |                                                      |                                               | Modifica les dades a Wikidata |
|        | Cal Guitard                    | masia                    | Saldes                   |                      |                      | 42° 13′ 15″ N, 1° 40′ 46″ E / 42.2208899939637°N,1.67939811658061°E |                                                      |                                               | Modifica les dades a Wikidata |
|        | Cal Janet                      | masia                    | Saldes                   |                      |                      | 42° 13′ 38″ N, 1° 43′ 59″ E / 42.2272953390985°N,1.73306692159838°E |                                                      |                                               | Modifica les dades a Wikidata |
|        | Cal Jepet                      | masia                    | Saldes                   |                      |                      | 42° 13′ 19″ N, 1° 47′ 08″ E / 42.2219364790302°N,1.78549372694497°E |                                                      |                                               | Modifica les dades a Wikidata |
|        | Cal Joan                       | masia                    | Saldes                   |                      |                      | 42° 13′ 32″ N, 1° 45′ 22″ E / 42.2254854837985°N,1.75613812464329°E |                                                      |                                               | Modifica les dades a Wikidata |
|        | Cal Joanet                     | masia                    | Saldes                   |                      |                      | 42° 13′ 25″ N, 1° 45′ 31″ E / 42.2236474744252°N,1.75856125113443°E |                                                      |                                               | Modifica les dades a Wikidata |
|        | Cal Lluc                       | masia                    | Saldes                   |                      |                      | 42° 13′ 34″ N, 1° 45′ 18″ E / 42.22598°N,1.755045°E                 | bé integrant del patrimoni cultural català           |                                               | Modifica les dades a Wikidata |
|        | Cal Malabó                     | masia                    | Saldes                   |                      |                      | 42° 13′ 29″ N, 1° 47′ 21″ E / 42.224705511176°N,1.7892939123528°E   |                                                      |                                               | Modifica les dades a Wikidata |
|        | Cal Marcanut                   | masia                    | Saldes                   |                      |                      | 42° 13′ 43″ N, 1° 44′ 43″ E / 42.2285116795621°N,1.74540284196428°E |                                                      |                                               | Modifica les dades a Wikidata |
|        | Cal Masfred                    | masia                    | Saldes                   |                      |                      | 42° 13′ 18″ N, 1° 44′ 11″ E / 42.2215399096024°N,1.73628384310514°E |                                                      |                                               | Modifica les dades a Wikidata |
|        | Cal Mestre                     | masia                    | Saldes                   |                      |                      | 42° 13′ 32″ N, 1° 44′ 41″ E / 42.2256031974785°N,1.744624343303°E   |                                                      |                                               | Modifica les dades a Wikidata |
|        | Cal Mianet                     | masia                    | Saldes                   |                      |                      | 42° 13′ 32″ N, 1° 45′ 00″ E / 42.2256443366409°N,1.75003998071358°E |                                                      |                                               | Modifica les dades a Wikidata |
|        | Cal Minguet                    | masia                    | Saldes                   |                      |                      | 42° 12′ 42″ N, 1° 42′ 37″ E / 42.2115865985133°N,1.71025409615901°E |                                                      |                                               | Modifica les dades a Wikidata |
|        | Cal Minoves                    | masia                    | Saldes                   |                      |                      | 42° 13′ 51″ N, 1° 44′ 08″ E / 42.2307176977172°N,1.7355190811661°E  |                                                      |                                               | Modifica les dades a Wikidata |
|        | Cal Miquel                     | masia                    | Saldes                   |                      |                      | 42° 13′ 23″ N, 1° 45′ 22″ E / 42.2229277688539°N,1.75613986998482°E |                                                      |                                               | Modifica les dades a Wikidata |
|        | Cal Mià                        | masia                    | Saldes                   |                      |                      | 42° 13′ 42″ N, 1° 45′ 45″ E / 42.2284189320883°N,1.76256359335135°E |                                                      |                                               | Modifica les dades a Wikidata |
|        | Cal Mosset                     | masia                    | Saldes                   |                      |                      | 42° 13′ 37″ N, 1° 44′ 54″ E / 42.2269580579095°N,1.74828124456588°E |                                                      |                                               | Modifica les dades a Wikidata |
|        | Cal Mosso                      | masia                    | Saldes                   |                      |                      | 42° 15′ 11″ N, 1° 45′ 12″ E / 42.2531669414564°N,1.75335158353776°E |                                                      |                                               | Modifica les dades a Wikidata |
|        | Cal Ninot                      | masia                    | Saldes                   |                      |                      | 42° 13′ 34″ N, 1° 43′ 10″ E / 42.2261990838658°N,1.71950519431249°E |                                                      |                                               | Modifica les dades a Wikidata |
|        | Cal Noguera                    | masia                    | Saldes                   |                      |                      | 42° 13′ 07″ N, 1° 47′ 04″ E / 42.2186198405991°N,1.78441838679096°E |                                                      |                                               | Modifica les dades a Wikidata |
|        | Cal Norra                      | masia                    | Saldes                   |                      |                      | 42° 13′ 50″ N, 1° 44′ 09″ E / 42.2305062736889°N,1.73594744106706°E |                                                      |                                               | Modifica les dades a Wikidata |
|        | Cal Pajant                     | masia                    | Saldes                   |                      |                      | 42° 13′ 30″ N, 1° 47′ 31″ E / 42.2249311996773°N,1.7919069205496°E  |                                                      |                                               | Modifica les dades a Wikidata |
|        | Cal Parraquer                  | masia                    | Saldes                   |                      |                      | 42° 12′ 41″ N, 1° 42′ 12″ E / 42.2113832479228°N,1.70340137185962°E |                                                      |                                               | Modifica les dades a Wikidata |
|        | Cal Pejan                      | masia                    | Saldes                   |                      |                      | 42° 13′ 31″ N, 1° 47′ 23″ E / 42.2254123218274°N,1.78970451172226°E |                                                      |                                               | Modifica les dades a Wikidata |
|        | Cal Pere                       | masia                    | Saldes                   |                      |                      | 42° 13′ 30″ N, 1° 45′ 56″ E / 42.2250637698823°N,1.76545244336647°E |                                                      |                                               | Modifica les dades a Wikidata |
|        | Cal Pere Periques              | masia                    | Saldes                   |                      |                      | 42° 13′ 39″ N, 1° 47′ 29″ E / 42.2276367725919°N,1.79140697056747°E |                                                      |                                               | Modifica les dades a Wikidata |
|        | Cal Pistraus                   | masia                    | Saldes                   |                      |                      | 42° 15′ 03″ N, 1° 44′ 04″ E / 42.250800952488°N,1.7345204659181°E   |                                                      |                                               | Modifica les dades a Wikidata |
|        | Cal Po                         | masia                    | Saldes                   |                      |                      | 42° 13′ 40″ N, 1° 43′ 55″ E / 42.2278427487019°N,1.73207443562653°E |                                                      |                                               | Modifica les dades a Wikidata |
|        | Cal Roc                        | masia                    | Saldes                   |                      |                      | 42° 13′ 37″ N, 1° 45′ 56″ E / 42.227032°N,1.765639°E                | bé integrant del patrimoni cultural català           |                                               | Modifica les dades a Wikidata |
|        | Cal Sastre                     | masia                    | Saldes                   |                      |                      | 42° 13′ 33″ N, 1° 44′ 22″ E / 42.2258449254299°N,1.73956660615202°E |                                                      |                                               | Modifica les dades a Wikidata |
|        | Cal Sauvet                     | masia                    | Saldes                   |                      |                      | 42° 13′ 26″ N, 1° 44′ 38″ E / 42.2238937206753°N,1.74395542867905°E |                                                      |                                               | Modifica les dades a Wikidata |
|        | Cal Serni                      | masia                    | Saldes                   |                      |                      | 42° 13′ 27″ N, 1° 45′ 40″ E / 42.224236°N,1.761138°E                | bé integrant del patrimoni cultural català           |                                               | Modifica les dades a Wikidata |
|        | Cal Serrat                     | masia                    | Saldes                   |                      |                      | 42° 13′ 27″ N, 1° 43′ 42″ E / 42.2242172703288°N,1.72836646830805°E |                                                      |                                               | Modifica les dades a Wikidata |
|        | Cal Simplici                   | masia                    | Saldes                   |                      |                      | 42° 13′ 40″ N, 1° 46′ 10″ E / 42.2278526341849°N,1.7693606088233°E  |                                                      |                                               | Modifica les dades a Wikidata |
|        | Cal Susèn                      | masia                    | Saldes                   |                      |                      | 42° 13′ 47″ N, 1° 47′ 04″ E / 42.229647°N,1.784577°E                | bé integrant del patrimoni cultural català           |                                               | Modifica les dades a Wikidata |
|        | Cal Taleia                     | masia                    | Saldes                   |                      |                      | 42° 13′ 18″ N, 1° 44′ 43″ E / 42.2216400555242°N,1.74540562644372°E |                                                      |                                               | Modifica les dades a Wikidata |
|        | Cal Tomàs                      | masia                    | Saldes                   |                      |                      | 42° 12′ 40″ N, 1° 41′ 46″ E / 42.2111279976624°N,1.69598037707422°E |                                                      |                                               | Modifica les dades a Wikidata |
|        | Cal Toniquet                   | masia                    | Saldes                   |                      |                      | 42° 14′ 08″ N, 1° 44′ 34″ E / 42.2355243849791°N,1.74265829732723°E |                                                      |                                               | Modifica les dades a Wikidata |
|        | Cal Tresegona                  | masia                    | Saldes                   |                      |                      | 42° 13′ 24″ N, 1° 44′ 47″ E / 42.2234423474137°N,1.74632717641805°E |                                                      |                                               | Modifica les dades a Wikidata |
|        | Cal Vicençó de l'Espà          | masia                    | Saldes                   |                      |                      | 42° 13′ 02″ N, 1° 41′ 43″ E / 42.2173075413318°N,1.6953080203°E     |                                                      |                                               | Modifica les dades a Wikidata |
|        | Cal Xisquet                    | masia                    | Saldes                   |                      |                      | 42° 13′ 44″ N, 1° 45′ 47″ E / 42.2288480107848°N,1.7631005201338°E  |                                                      |                                               | Modifica les dades a Wikidata |
|        | Cal Xiva                       | masia                    | Saldes                   |                      |                      | 42° 13′ 33″ N, 1° 44′ 51″ E / 42.2258340038034°N,1.74761276254298°E |                                                      |                                               | Modifica les dades a Wikidata |
|        | Cal Xixa                       | masia                    | Saldes                   |                      |                      | 42° 12′ 47″ N, 1° 42′ 14″ E / 42.2129921245788°N,1.70391363054771°E |                                                      |                                               | Modifica les dades a Wikidata |
|        | Campdenjou                     | masia                    | Saldes                   |                      |                      | 42° 14′ 55″ N, 1° 44′ 12″ E / 42.2485533603753°N,1.73666597126433°E |                                                      |                                               | Modifica les dades a Wikidata |
|        | Can Bardines                   | masia                    | Saldes                   |                      |                      | 42° 13′ 27″ N, 1° 40′ 55″ E / 42.2240910070642°N,1.68208195989238°E |                                                      |                                               | Modifica les dades a Wikidata |
|        | Can Carcau                     | masia                    | Saldes                   |                      |                      | 42° 13′ 15″ N, 1° 45′ 09″ E / 42.2208250213827°N,1.75242505581166°E |                                                      |                                               | Modifica les dades a Wikidata |
|        | Can Collcurt                   | masia                    | Saldes                   |                      |                      | 42° 14′ 59″ N, 1° 44′ 57″ E / 42.2497436748319°N,1.74912782976626°E |                                                      |                                               | Modifica les dades a Wikidata |
|        | Can Just                       | masia                    | Saldes                   |                      |                      | 42° 13′ 55″ N, 1° 45′ 30″ E / 42.2319768751413°N,1.75844648781967°E |                                                      |                                               | Modifica les dades a Wikidata |
|        | Can Paulo                      | masia                    | Saldes                   |                      |                      | 42° 14′ 17″ N, 1° 47′ 19″ E / 42.2380554154607°N,1.78871148787427°E |                                                      |                                               | Modifica les dades a Wikidata |
|        | Casa de les Costes             | masia                    | Saldes                   |                      |                      | 42° 16′ 01″ N, 1° 43′ 46″ E / 42.266954475233°N,1.7293473272362°E   |                                                      |                                               | Modifica les dades a Wikidata |
|        | Casemprat                      | masia                    | Saldes                   |                      |                      | 42° 13′ 47″ N, 1° 45′ 28″ E / 42.2298530200709°N,1.75776102634044°E |                                                      |                                               | Modifica les dades a Wikidata |
|        | Cases de la Garganta           | masia                    | Saldes                   |                      |                      | 42° 15′ 25″ N, 1° 44′ 56″ E / 42.2570732911083°N,1.74900721132293°E |                                                      |                                               | Modifica les dades a Wikidata |
|        | el Clot d'Esquers              | masia                    | Saldes                   |                      |                      | 42° 13′ 08″ N, 1° 47′ 02″ E / 42.218795303656°N,1.7839788432496°E   |                                                      |                                               | Modifica les dades a Wikidata |
|        | el Roget (refugi)              | masia                    | Saldes                   |                      |                      | 42° 13′ 31″ N, 1° 43′ 31″ E / 42.2253820008049°N,1.72538647334366°E |                                                      |                                               | Modifica les dades a Wikidata |
|        | el Sull                        | masia                    | Saldes                   |                      |                      | 42° 14′ 02″ N, 1° 46′ 03″ E / 42.2338928270429°N,1.7674132954824°E  |                                                      |                                               | Modifica les dades a Wikidata |
|        | el Tossal Salat                | masia                    | Saldes                   |                      |                      | 42° 13′ 05″ N, 1° 44′ 41″ E / 42.2180472551888°N,1.74464076064917°E |                                                      |                                               | Modifica les dades a Wikidata |
|        | els Casalots                   | masia                    | Saldes                   |                      |                      | 42° 14′ 59″ N, 1° 43′ 59″ E / 42.2497927660632°N,1.73308950134574°E |                                                      |                                               | Modifica les dades a Wikidata |
|        | Galofré                        | masia                    | Saldes                   |                      |                      | 42° 13′ 51″ N, 1° 46′ 09″ E / 42.2308956720995°N,1.76926513519927°E |                                                      |                                               | Modifica les dades a Wikidata |
|        | la Costa                       | masia                    | Saldes                   |                      |                      | 42° 14′ 35″ N, 1° 43′ 44″ E / 42.2431630543874°N,1.72890720147431°E |                                                      |                                               | Modifica les dades a Wikidata |
|        | la Devesa                      | masia                    | Saldes                   | 1302                 |                      | 42° 13′ 37″ N, 1° 46′ 59″ E / 42.226896°N,1.783099°E                |                                                      |                                               | Modifica les dades a Wikidata |
|        | la Farga                       | masia                    | Saldes                   |                      |                      | 42° 12′ 48″ N, 1° 41′ 33″ E / 42.213307°N,1.692539°E                | bé integrant del patrimoni cultural català           |                                               | Modifica les dades a Wikidata |
|        | la Llaguna                     | masia                    | Saldes                   |                      |                      | 42° 13′ 05″ N, 1° 44′ 27″ E / 42.2179519342037°N,1.74087461333833°E |                                                      |                                               | Modifica les dades a Wikidata |
|        | la Marja                       | masia                    | Saldes                   |                      |                      | 42° 13′ 47″ N, 1° 44′ 06″ E / 42.2298459547088°N,1.73486998500841°E |                                                      |                                               | Modifica les dades a Wikidata |
|        | la Serra                       | masia                    | Saldes                   |                      |                      | 42° 13′ 40″ N, 1° 45′ 39″ E / 42.2278334852745°N,1.76089065922618°E |                                                      |                                               | Modifica les dades a Wikidata |
|        | la Teuleria                    | masia                    | Saldes                   |                      |                      | 42° 14′ 29″ N, 1° 45′ 03″ E / 42.24137654641°N,1.75073545690916°E   |                                                      |                                               | Modifica les dades a Wikidata |
|        | les Berques                    | masia                    | Saldes                   |                      |                      | 42° 13′ 49″ N, 1° 45′ 56″ E / 42.2301789460933°N,1.76542546654768°E |                                                      |                                               | Modifica les dades a Wikidata |
|        | les Llenes                     | masia                    | Saldes                   |                      |                      | 42° 13′ 54″ N, 1° 45′ 11″ E / 42.2316477290199°N,1.75301173461001°E |                                                      |                                               | Modifica les dades a Wikidata |
|        | les Planasses                  | masia                    | Saldes                   |                      |                      | 42° 13′ 31″ N, 1° 45′ 31″ E / 42.225385284203°N,1.75852719968549°E  |                                                      |                                               | Modifica les dades a Wikidata |
|        | les Viles                      | masia                    | Saldes                   |                      |                      | 42° 13′ 31″ N, 1° 43′ 51″ E / 42.2251813395827°N,1.73084327112672°E |                                                      |                                               | Modifica les dades a Wikidata |
|        | Torrià                         | masia                    | Saldes                   |                      |                      | 42° 13′ 33″ N, 1° 45′ 06″ E / 42.2258872539705°N,1.75167103591796°E |                                                      |                                               | Modifica les dades a Wikidata |
|        | Ca l'Eugasser                  | masia                    | Sant Jaume de Frontanyà  |                      |                      | 42° 12′ 12″ N, 2° 01′ 37″ E / 42.20332°N,2.02705°E                  |                                                      |                                               | Modifica les dades a Wikidata |
|        | Cal Berlinga                   | masia                    | Sant Jaume de Frontanyà  |                      |                      | 42° 11′ 06″ N, 2° 01′ 05″ E / 42.185132201851°N,2.017983477128°E    |                                                      |                                               | Modifica les dades a Wikidata |
|        | Cal Cintet                     | masia                    | Sant Jaume de Frontanyà  |                      |                      | 42° 11′ 43″ N, 2° 01′ 57″ E / 42.1952151607815°N,2.03263395759186°E |                                                      |                                               | Modifica les dades a Wikidata |
|        | Cal Rebollet                   | masia                    | Sant Jaume de Frontanyà  |                      |                      | 42° 12′ 05″ N, 2° 01′ 55″ E / 42.20129°N,2.03206°E                  |                                                      |                                               | Modifica les dades a Wikidata |
|        | Cal Roma                       | masia                    | Sant Jaume de Frontanyà  |                      |                      | 42° 12′ 19″ N, 2° 01′ 57″ E / 42.205273104185°N,2.03239572257828°E  |                                                      |                                               | Modifica les dades a Wikidata |
|        | Cal Vicenç                     | masia                    | Sant Jaume de Frontanyà  |                      |                      | 42° 11′ 21″ N, 2° 01′ 27″ E / 42.1890740528891°N,2.0242623880288°E  |                                                      |                                               | Modifica les dades a Wikidata |
|        | Can Muntanyetes                | masia                    | Sant Jaume de Frontanyà  |                      |                      | 42° 12′ 38″ N, 2° 01′ 41″ E / 42.2104785077198°N,2.02811252151526°E |                                                      |                                               | Modifica les dades a Wikidata |
|        | Can Portal de Tubau            | masia                    | Sant Jaume de Frontanyà  |                      |                      | 42° 12′ 06″ N, 2° 02′ 49″ E / 42.2016846904368°N,2.04698593675732°E |                                                      |                                               | Modifica les dades a Wikidata |
|        | Canemars                       | masia                    | Sant Jaume de Frontanyà  |                      |                      | 42° 10′ 54″ N, 2° 01′ 43″ E / 42.1817169575822°N,2.028625802921°E   |                                                      |                                               | Modifica les dades a Wikidata |
|        | Casa Blanca                    | masia                    | Sant Jaume de Frontanyà  |                      |                      | 42° 11′ 12″ N, 2° 01′ 32″ E / 42.186548°N,2.025627°E                | bé cultural d'interès local                          | Casa Blanca (Sant Jaume de Frontanyà)         | Modifica les dades a Wikidata |
|        | el Prat                        | masia                    | Sant Jaume de Frontanyà  |                      |                      | 42° 11′ 46″ N, 2° 02′ 25″ E / 42.1960097749687°N,2.04038549906976°E |                                                      |                                               | Modifica les dades a Wikidata |
|        | el Soler                       | masia                    | Sant Jaume de Frontanyà  |                      |                      | 42° 12′ 15″ N, 2° 01′ 53″ E / 42.2040856730072°N,2.03149322965394°E |                                                      |                                               | Modifica les dades a Wikidata |
|        | els Oms                        | masia                    | Sant Jaume de Frontanyà  |                      |                      | 42° 10′ 54″ N, 2° 00′ 39″ E / 42.181644971275°N,2.01071762469463°E  |                                                      |                                               | Modifica les dades a Wikidata |
|        | les Planes de Frontanyà        | masia                    | Sant Jaume de Frontanyà  | 1116.1               |                      | 42° 11′ 31″ N, 2° 03′ 14″ E / 42.192°N,2.05386°E                    | bé integrant del patrimoni cultural català           |                                               | Modifica les dades a Wikidata |
|        | les Pletetes                   | masia                    | Sant Jaume de Frontanyà  |                      |                      | 42° 10′ 15″ N, 2° 00′ 54″ E / 42.1707935971183°N,2.01503944133028°E |                                                      |                                               | Modifica les dades a Wikidata |
|        | Mas Terradelles                | masia                    | Sant Jaume de Frontanyà  |                      |                      | 42° 10′ 49″ N, 2° 00′ 52″ E / 42.180225°N,2.014528°E                | bé integrant del patrimoni cultural català           | Mas Terradelles (Sant Jaume de Frontanyà)     | Modifica les dades a Wikidata |
|        | Mas Tubau                      | masia                    | Sant Jaume de Frontanyà  |                      |                      | 42° 12′ 17″ N, 2° 02′ 30″ E / 42.204723°N,2.04164°E                 | bé cultural d'interès local                          |                                               | Modifica les dades a Wikidata |
|        | Masia Frontanyà                | masia                    | Sant Jaume de Frontanyà  |                      |                      | 42° 11′ 17″ N, 2° 00′ 48″ E / 42.188155°N,2.013456°E                | bé cultural d'interès local                          |                                               | Modifica les dades a Wikidata |
|        | Masia Santa Eugènia            | masia                    | Sant Jaume de Frontanyà  |                      |                      | 42° 12′ 14″ N, 2° 00′ 45″ E / 42.203809°N,2.012461°E                | bé cultural d'interès local                          | Masia Santa Eugènia (Sant Jaume de Frontanyà) | Modifica les dades a Wikidata |
|        | Picanyes                       | masia                    | Sant Jaume de Frontanyà  |                      |                      | 42° 10′ 45″ N, 2° 00′ 20″ E / 42.1792126787633°N,2.00543987555506°E |                                                      |                                               | Modifica les dades a Wikidata |
|        | Vila-rasa                      | masia                    | Sant Jaume de Frontanyà  |                      |                      | 42° 11′ 10″ N, 2° 02′ 28″ E / 42.186227344406°N,2.0409751664881°E   |                                                      |                                               | Modifica les dades a Wikidata |
|        | Cal Moliner                    | masia                    | Sant Julià de Cerdanyola |                      |                      | 42° 13′ 31″ N, 1° 53′ 47″ E / 42.2253705520514°N,1.89626513555595°E |                                                      |                                               | Modifica les dades a Wikidata |
|        | Cal Pagès                      | masia                    | Sant Julià de Cerdanyola |                      |                      | 42° 13′ 19″ N, 1° 53′ 29″ E / 42.2219089522976°N,1.89126065653006°E |                                                      |                                               | Modifica les dades a Wikidata |
|        | Can Roman                      | masia                    | Sant Julià de Cerdanyola |                      |                      | 42° 13′ 07″ N, 1° 54′ 05″ E / 42.218548040017°N,1.90138789692859°E  |                                                      |                                               | Modifica les dades a Wikidata |
|        | Can Soler                      | masia                    | Sant Julià de Cerdanyola |                      |                      | 42° 13′ 18″ N, 1° 53′ 54″ E / 42.2215625641684°N,1.89830647713445°E |                                                      |                                               | Modifica les dades a Wikidata |
|        | Cortielles                     | masia                    | Sant Julià de Cerdanyola |                      |                      | 42° 13′ 40″ N, 1° 55′ 51″ E / 42.2276968041309°N,1.93077247574454°E |                                                      |                                               | Modifica les dades a Wikidata |
|        | el Castell                     | masia                    | Sant Julià de Cerdanyola |                      |                      | 42° 13′ 21″ N, 1° 53′ 40″ E / 42.2225264110234°N,1.89458197497109°E |                                                      |                                               | Modifica les dades a Wikidata |
|        | el Pla                         | masia                    | Sant Julià de Cerdanyola |                      |                      | 42° 13′ 03″ N, 1° 54′ 44″ E / 42.2175070924929°N,1.91217693723571°E |                                                      |                                               | Modifica les dades a Wikidata |
|        | el Pou                         | masia                    | Sant Julià de Cerdanyola |                      |                      | 42° 13′ 10″ N, 1° 54′ 55″ E / 42.2194626682027°N,1.91516031034791°E |                                                      |                                               | Modifica les dades a Wikidata |
|        | la Cortada                     | masia                    | Sant Julià de Cerdanyola |                      |                      | 42° 13′ 20″ N, 1° 53′ 51″ E / 42.2221585419406°N,1.89753276052381°E |                                                      |                                               | Modifica les dades a Wikidata |
|        | la Pomera                      | masia                    | Sant Julià de Cerdanyola |                      |                      | 42° 13′ 14″ N, 1° 54′ 03″ E / 42.2205326151229°N,1.90078401898218°E |                                                      |                                               | Modifica les dades a Wikidata |
|        | la Quadra                      | masia                    | Sant Julià de Cerdanyola |                      |                      | 42° 12′ 47″ N, 1° 55′ 10″ E / 42.213065603227°N,1.9194200144579°E   |                                                      |                                               | Modifica les dades a Wikidata |
|        | Sobirana                       | masia                    | Sant Julià de Cerdanyola |                      |                      | 42° 13′ 10″ N, 1° 55′ 01″ E / 42.219345994424°N,1.9168897090912°E   |                                                      |                                               | Modifica les dades a Wikidata |
|        | Ca l'Agustinet                 | masia                    | Vallcebre                |                      |                      | 42° 13′ 36″ N, 1° 48′ 50″ E / 42.226611540059°N,1.81397729583112°E  |                                                      |                                               | Modifica les dades a Wikidata |
|        | Ca l'Andorrà                   | masia                    | Vallcebre                |                      |                      | 42° 12′ 31″ N, 1° 49′ 21″ E / 42.2085601704445°N,1.82241941213027°E |                                                      |                                               | Modifica les dades a Wikidata |
|        | Ca l'Esteve                    | masia                    | Vallcebre                |                      |                      | 42° 13′ 33″ N, 1° 48′ 13″ E / 42.2258910268829°N,1.80356980451207°E |                                                      |                                               | Modifica les dades a Wikidata |
|        | Ca l'Isard                     | masia                    | Vallcebre                |                      |                      | 42° 11′ 38″ N, 1° 49′ 21″ E / 42.1937807681145°N,1.822391062374°E   |                                                      |                                               | Modifica les dades a Wikidata |
|        | Ca la Victòria                 | masia                    | Vallcebre                |                      |                      | 42° 11′ 39″ N, 1° 49′ 36″ E / 42.194247411237°N,1.82662137986303°E  |                                                      |                                               | Modifica les dades a Wikidata |
|        | Cal Bassenc                    | masia                    | Vallcebre                |                      |                      | 42° 12′ 32″ N, 1° 49′ 58″ E / 42.208892366636°N,1.83289200304786°E  |                                                      |                                               | Modifica les dades a Wikidata |
|        | Cal Batlló                     | masia                    | Vallcebre                |                      |                      | 42° 12′ 25″ N, 1° 48′ 54″ E / 42.207°N,1.81494°E                    | bé integrant del patrimoni cultural català           |                                               | Modifica les dades a Wikidata |
|        | Cal Benetó                     | masia                    | Vallcebre                | 1309                 |                      | 42° 13′ 25″ N, 1° 47′ 38″ E / 42.223732°N,1.793908°E                |                                                      |                                               | Modifica les dades a Wikidata |
|        | Cal Bento                      | masia                    | Vallcebre                |                      |                      | 42° 12′ 46″ N, 1° 49′ 19″ E / 42.2128694362324°N,1.82196379335684°E |                                                      |                                               | Modifica les dades a Wikidata |
|        | Cal Bernat                     | masia                    | Vallcebre                |                      |                      | 42° 12′ 06″ N, 1° 48′ 53″ E / 42.2017905457368°N,1.81484139021593°E |                                                      |                                               | Modifica les dades a Wikidata |
|        | Cal Blanc                      | masia                    | Vallcebre                |                      |                      | 42° 13′ 35″ N, 1° 48′ 02″ E / 42.2263°N,1.80058°E                   | bé integrant del patrimoni cultural català           |                                               | Modifica les dades a Wikidata |
|        | Cal Blau                       | masia                    | Vallcebre                |                      |                      | 42° 11′ 56″ N, 1° 50′ 29″ E / 42.1989532566056°N,1.8412507300572°E  |                                                      |                                               | Modifica les dades a Wikidata |
|        | Cal Borni                      | masia                    | Vallcebre                |                      |                      | 42° 12′ 05″ N, 1° 48′ 13″ E / 42.2014211166269°N,1.80354710910425°E |                                                      |                                               | Modifica les dades a Wikidata |
|        | Cal Bufalà                     | masia                    | Vallcebre                |                      |                      | 42° 11′ 27″ N, 1° 49′ 10″ E / 42.1908066892282°N,1.81956392536987°E |                                                      |                                               | Modifica les dades a Wikidata |
|        | Cal Caixo                      | masia                    | Vallcebre                |                      |                      | 42° 12′ 23″ N, 1° 47′ 49″ E / 42.2064127821943°N,1.79687517794439°E |                                                      |                                               | Modifica les dades a Wikidata |
|        | Cal Carrando                   | masia                    | Vallcebre                |                      |                      | 42° 11′ 32″ N, 1° 49′ 53″ E / 42.1923417742601°N,1.83139203862334°E |                                                      |                                               | Modifica les dades a Wikidata |
|        | Cal Carranxín                  | masia                    | Vallcebre                |                      |                      | 42° 12′ 49″ N, 1° 49′ 29″ E / 42.2135377034666°N,1.82477418237648°E |                                                      |                                               | Modifica les dades a Wikidata |
|        | Cal Ceguet                     | masia                    | Vallcebre                |                      |                      | 42° 13′ 25″ N, 1° 48′ 13″ E / 42.2237108376928°N,1.80350192102977°E |                                                      |                                               | Modifica les dades a Wikidata |
|        | Cal Cendra                     | masia                    | Vallcebre                |                      |                      | 42° 12′ 35″ N, 1° 48′ 40″ E / 42.2095884090187°N,1.81121880914269°E |                                                      |                                               | Modifica les dades a Wikidata |
|        | Cal Cofiner                    | masia                    | Vallcebre                |                      |                      | 42° 13′ 25″ N, 1° 49′ 31″ E / 42.2236482392393°N,1.825325804727°E   |                                                      |                                               | Modifica les dades a Wikidata |
|        | Cal Coix                       | masia                    | Vallcebre                |                      |                      | 42° 13′ 19″ N, 1° 49′ 56″ E / 42.2219°N,1.83214°E                   | bé integrant del patrimoni cultural català           |                                               | Modifica les dades a Wikidata |
|        | Cal Corbella                   | masia                    | Vallcebre                |                      |                      | 42° 11′ 54″ N, 1° 50′ 26″ E / 42.1983337298748°N,1.84054743239678°E |                                                      |                                               | Modifica les dades a Wikidata |
|        | Cal Corrent                    | masia                    | Vallcebre                |                      |                      | 42° 11′ 52″ N, 1° 48′ 44″ E / 42.1979°N,1.8122°E                    | bé integrant del patrimoni cultural català           |                                               | Modifica les dades a Wikidata |
|        | Cal Costa                      | masia                    | Vallcebre                |                      |                      | 42° 12′ 20″ N, 1° 49′ 02″ E / 42.2056°N,1.81725°E                   | bé integrant del patrimoni cultural català           |                                               | Modifica les dades a Wikidata |
|        | Cal Curi                       | masia                    | Vallcebre                |                      |                      | 42° 11′ 56″ N, 1° 50′ 17″ E / 42.1988°N,1.83801°E                   | bé integrant del patrimoni cultural català           |                                               | Modifica les dades a Wikidata |
|        | Cal Curt                       | masia                    | Vallcebre                |                      |                      | 42° 11′ 43″ N, 1° 48′ 38″ E / 42.1953255211715°N,1.81062626168245°E |                                                      |                                               | Modifica les dades a Wikidata |
|        | Cal Dens                       | masia                    | Vallcebre                |                      |                      | 42° 11′ 58″ N, 1° 48′ 49″ E / 42.1994°N,1.81366°E                   | bé integrant del patrimoni cultural català           |                                               | Modifica les dades a Wikidata |
|        | Cal Felip del Cap del Roc      | masia                    | Vallcebre                |                      |                      | 42° 12′ 40″ N, 1° 50′ 15″ E / 42.2112005821628°N,1.83758632143063°E |                                                      |                                               | Modifica les dades a Wikidata |
|        | Cal Francesc                   | masia                    | Vallcebre                |                      |                      | 42° 13′ 38″ N, 1° 48′ 10″ E / 42.2273071391993°N,1.80291294126197°E |                                                      |                                               | Modifica les dades a Wikidata |
|        | Cal Genís                      | masia                    | Vallcebre                |                      |                      | 42° 12′ 08″ N, 1° 49′ 38″ E / 42.2022159029431°N,1.82730972331439°E |                                                      |                                               | Modifica les dades a Wikidata |
|        | Cal Gep Xic                    | masia                    | Vallcebre                |                      |                      | 42° 12′ 53″ N, 1° 48′ 35″ E / 42.2148519171017°N,1.80986009748952°E |                                                      |                                               | Modifica les dades a Wikidata |
|        | Cal Gravat                     | masia                    | Vallcebre                |                      |                      | 42° 11′ 44″ N, 1° 49′ 46″ E / 42.1955452522618°N,1.82935881958267°E |                                                      |                                               | Modifica les dades a Wikidata |
|        | Cal Griera                     | masia                    | Vallcebre                |                      |                      | 42° 13′ 13″ N, 1° 50′ 26″ E / 42.2202630918886°N,1.84048553281406°E |                                                      |                                               | Modifica les dades a Wikidata |
|        | Cal Jan Dents                  | masia                    | Vallcebre                |                      |                      | 42° 11′ 33″ N, 1° 49′ 58″ E / 42.1925730462516°N,1.83287743802923°E |                                                      |                                               | Modifica les dades a Wikidata |
|        | Cal Janet                      | masia                    | Vallcebre                |                      |                      | 42° 12′ 26″ N, 1° 49′ 52″ E / 42.2071906482113°N,1.8311668227008°E  |                                                      |                                               | Modifica les dades a Wikidata |
|        | Cal Jep                        | masia                    | Vallcebre                |                      |                      | 42° 11′ 48″ N, 1° 49′ 34″ E / 42.1967633339102°N,1.82605402260266°E |                                                      |                                               | Modifica les dades a Wikidata |
|        | Cal Jepet                      | masia                    | Vallcebre                |                      |                      | 42° 12′ 11″ N, 1° 48′ 58″ E / 42.2029736276453°N,1.81603058082436°E |                                                      |                                               | Modifica les dades a Wikidata |
|        | Cal Jepó                       | masia                    | Vallcebre                |                      |                      | 42° 12′ 09″ N, 1° 48′ 07″ E / 42.2025665011117°N,1.80197503835339°E |                                                      |                                               | Modifica les dades a Wikidata |
|        | Cal Lleuger                    | masia                    | Vallcebre                |                      |                      | 42° 12′ 39″ N, 1° 50′ 07″ E / 42.2107814079168°N,1.83532858911815°E |                                                      |                                               | Modifica les dades a Wikidata |
|        | Cal Marc                       | masia                    | Vallcebre                |                      |                      | 42° 12′ 05″ N, 1° 49′ 10″ E / 42.201496459099°N,1.81951029843347°E  |                                                      |                                               | Modifica les dades a Wikidata |
|        | Cal Mariner                    | masia                    | Vallcebre                |                      |                      | 42° 13′ 36″ N, 1° 48′ 09″ E / 42.2267435579603°N,1.80241465213829°E |                                                      |                                               | Modifica les dades a Wikidata |
|        | Cal Martí Dents                | masia                    | Vallcebre                |                      |                      | 42° 11′ 34″ N, 1° 50′ 03″ E / 42.192639387671°N,1.83408732456252°E  |                                                      |                                               | Modifica les dades a Wikidata |
|        | Cal Marxa                      | masia                    | Vallcebre                |                      |                      | 42° 11′ 57″ N, 1° 48′ 03″ E / 42.1990341475467°N,1.80092744347562°E |                                                      |                                               | Modifica les dades a Wikidata |
|        | Cal Menudet                    | masia                    | Vallcebre                |                      |                      | 42° 11′ 52″ N, 1° 50′ 01″ E / 42.1976875833253°N,1.83366749594452°E |                                                      |                                               | Modifica les dades a Wikidata |
|        | Cal Menut                      | masia                    | Vallcebre                |                      |                      | 42° 11′ 46″ N, 1° 51′ 06″ E / 42.1960054553639°N,1.85172066888892°E |                                                      |                                               | Modifica les dades a Wikidata |
|        | Cal Merlans                    | masia                    | Vallcebre                |                      |                      | 42° 12′ 03″ N, 1° 49′ 19″ E / 42.2008822949158°N,1.82196848564049°E |                                                      |                                               | Modifica les dades a Wikidata |
|        | Cal Metge                      | masia                    | Vallcebre                |                      |                      | 42° 12′ 24″ N, 1° 48′ 58″ E / 42.2065756450409°N,1.81598754270549°E |                                                      |                                               | Modifica les dades a Wikidata |
|        | Cal Mollàs                     | masia                    | Vallcebre                |                      |                      | 42° 11′ 59″ N, 1° 50′ 19″ E / 42.1997189522297°N,1.83859622961025°E |                                                      |                                               | Modifica les dades a Wikidata |
|        | Cal Monjo                      | masia                    | Vallcebre                |                      |                      | 42° 12′ 36″ N, 1° 49′ 56″ E / 42.2099403415825°N,1.83232756174965°E |                                                      |                                               | Modifica les dades a Wikidata |
|        | Cal Morera                     | masia                    | Vallcebre                |                      |                      | 42° 12′ 13″ N, 1° 48′ 49″ E / 42.2035°N,1.81362°E                   | bé integrant del patrimoni cultural català           |                                               | Modifica les dades a Wikidata |
|        | Cal Mulater                    | masia                    | Vallcebre                |                      |                      | 42° 11′ 42″ N, 1° 49′ 46″ E / 42.1948709051396°N,1.82946815818244°E |                                                      |                                               | Modifica les dades a Wikidata |
|        | Cal Nai                        | masia                    | Vallcebre                |                      |                      | 42° 12′ 20″ N, 1° 48′ 56″ E / 42.2056°N,1.81553°E                   | bé integrant del patrimoni cultural català           |                                               | Modifica les dades a Wikidata |
|        | Cal Nis                        | masia                    | Vallcebre                |                      |                      | 42° 11′ 47″ N, 1° 49′ 42″ E / 42.196445307697°N,1.82842170972883°E  |                                                      |                                               | Modifica les dades a Wikidata |
|        | Cal Pantomima                  | masia                    | Vallcebre                |                      |                      | 42° 11′ 47″ N, 1° 50′ 31″ E / 42.1962671448657°N,1.841917508217°E   |                                                      |                                               | Modifica les dades a Wikidata |
|        | Cal Pastor                     | masia                    | Vallcebre                |                      |                      | 42° 12′ 22″ N, 1° 49′ 50″ E / 42.2062023716077°N,1.83051879131361°E |                                                      |                                               | Modifica les dades a Wikidata |
|        | Cal Pau                        | masia                    | Vallcebre                |                      |                      | 42° 11′ 59″ N, 1° 49′ 35″ E / 42.1998°N,1.82631°E                   | bé integrant del patrimoni cultural català           |                                               | Modifica les dades a Wikidata |
|        | Cal Pau del Portet             | masia                    | Vallcebre                |                      |                      | 42° 11′ 50″ N, 1° 50′ 24″ E / 42.1971835454347°N,1.83991441560898°E |                                                      |                                               | Modifica les dades a Wikidata |
|        | Cal Pauló                      | masia                    | Vallcebre                |                      |                      | 42° 12′ 39″ N, 1° 48′ 41″ E / 42.21096896842°N,1.81147155363546°E   |                                                      |                                               | Modifica les dades a Wikidata |
|        | Cal Pauló de la Muntanya       | masia                    | Vallcebre                |                      |                      | 42° 12′ 12″ N, 1° 48′ 15″ E / 42.2032186722416°N,1.8040582788037°E  |                                                      |                                               | Modifica les dades a Wikidata |
|        | Cal Pere Tutor                 | masia                    | Vallcebre                |                      |                      | 42° 12′ 35″ N, 1° 49′ 17″ E / 42.2096855231448°N,1.82150204745137°E |                                                      |                                               | Modifica les dades a Wikidata |
|        | Cal Periques                   | masia                    | Vallcebre                |                      |                      | 42° 12′ 07″ N, 1° 48′ 35″ E / 42.2020355246608°N,1.80979786233436°E |                                                      |                                               | Modifica les dades a Wikidata |
|        | Cal Pipaire                    | masia                    | Vallcebre                |                      |                      | 42° 11′ 53″ N, 1° 49′ 42″ E / 42.1979483120781°N,1.82832127119122°E |                                                      |                                               | Modifica les dades a Wikidata |
|        | Cal Pubilló                    | masia                    | Vallcebre                |                      |                      | 42° 12′ 24″ N, 1° 48′ 19″ E / 42.2065626628147°N,1.80518234451965°E |                                                      |                                               | Modifica les dades a Wikidata |
|        | Cal Querot                     | masia                    | Vallcebre                |                      |                      | 42° 11′ 36″ N, 1° 49′ 01″ E / 42.1934276740153°N,1.81695968159067°E |                                                      |                                               | Modifica les dades a Wikidata |
|        | Cal Rambanes                   | masia                    | Vallcebre                |                      |                      | 42° 12′ 42″ N, 1° 49′ 31″ E / 42.211803942413°N,1.82520611387766°E  |                                                      |                                               | Modifica les dades a Wikidata |
|        | Cal Ramon                      | masia                    | Vallcebre                |                      |                      | 42° 11′ 02″ N, 1° 49′ 16″ E / 42.1838415571927°N,1.82098922082549°E |                                                      |                                               | Modifica les dades a Wikidata |
|        | Cal Rodó                       | masia                    | Vallcebre                |                      |                      | 42° 12′ 01″ N, 1° 49′ 24″ E / 42.2003925894324°N,1.82339475131888°E |                                                      |                                               | Modifica les dades a Wikidata |
|        | Cal Sastre                     | masia                    | Vallcebre                |                      |                      | 42° 12′ 26″ N, 1° 48′ 57″ E / 42.2071°N,1.81582°E                   | bé integrant del patrimoni cultural català           |                                               | Modifica les dades a Wikidata |
|        | Cal Simon                      | masia                    | Vallcebre                |                      |                      | 42° 12′ 42″ N, 1° 50′ 00″ E / 42.2117169251842°N,1.83344573355214°E |                                                      |                                               | Modifica les dades a Wikidata |
|        | Cal Soldat                     | masia                    | Vallcebre                |                      |                      | 42° 12′ 09″ N, 1° 47′ 46″ E / 42.2023973301405°N,1.79613980648389°E |                                                      |                                               | Modifica les dades a Wikidata |
|        | Cal Soler                      | masia                    | Vallcebre                |                      |                      | 42° 13′ 17″ N, 1° 49′ 29″ E / 42.2213°N,1.82468°E                   | bé integrant del patrimoni cultural català           |                                               | Modifica les dades a Wikidata |
|        | Cal Solsona                    | masia                    | Vallcebre                |                      |                      | 42° 12′ 32″ N, 1° 50′ 11″ E / 42.2088739042245°N,1.83639333947888°E |                                                      |                                               | Modifica les dades a Wikidata |
|        | Cal Solà                       | masia                    | Vallcebre                |                      |                      | 42° 13′ 44″ N, 1° 48′ 31″ E / 42.229°N,1.80856°E                    | bé integrant del patrimoni cultural català           |                                               | Modifica les dades a Wikidata |
|        | Cal Sord                       | masia                    | Vallcebre                |                      |                      | 42° 11′ 46″ N, 1° 48′ 52″ E / 42.1959774365317°N,1.81444133363949°E |                                                      |                                               | Modifica les dades a Wikidata |
|        | Cal Sorribó                    | masia                    | Vallcebre                |                      |                      | 42° 12′ 17″ N, 1° 48′ 00″ E / 42.2048518706307°N,1.80004216660158°E |                                                      |                                               | Modifica les dades a Wikidata |
|        | Cal Tiet                       | masia                    | Vallcebre                |                      |                      | 42° 12′ 58″ N, 1° 48′ 31″ E / 42.2160544292433°N,1.80857750032886°E |                                                      |                                               | Modifica les dades a Wikidata |
|        | Cal Ton                        | masia                    | Vallcebre                |                      |                      | 42° 12′ 37″ N, 1° 50′ 17″ E / 42.2103305842723°N,1.83794147978845°E |                                                      |                                               | Modifica les dades a Wikidata |
|        | Cal Toni                       | masia                    | Vallcebre                |                      |                      | 42° 12′ 21″ N, 1° 49′ 36″ E / 42.2059102932276°N,1.82661148435617°E |                                                      |                                               | Modifica les dades a Wikidata |
|        | Cal Tutor                      | masia                    | Vallcebre                |                      |                      | 42° 12′ 14″ N, 1° 48′ 44″ E / 42.2038°N,1.81223°E                   | bé integrant del patrimoni cultural català           |                                               | Modifica les dades a Wikidata |
|        | Cal Vers                       | masia                    | Vallcebre                |                      |                      | 42° 13′ 03″ N, 1° 49′ 51″ E / 42.2173629661114°N,1.83071268305486°E |                                                      |                                               | Modifica les dades a Wikidata |
|        | Cal Xela                       | masia                    | Vallcebre                |                      |                      | 42° 12′ 21″ N, 1° 49′ 47″ E / 42.2057623751116°N,1.82976375207694°E |                                                      |                                               | Modifica les dades a Wikidata |
|        | Cal Xic                        | masia                    | Vallcebre                |                      |                      | 42° 12′ 11″ N, 1° 47′ 49″ E / 42.2030465503447°N,1.79707229758798°E |                                                      |                                               | Modifica les dades a Wikidata |
|        | Cal Xiurets                    | masia                    | Vallcebre                |                      |                      | 42° 12′ 39″ N, 1° 50′ 18″ E / 42.2108467844826°N,1.83822276607335°E |                                                      |                                               | Modifica les dades a Wikidata |
|        | Cal Xotis                      | masia                    | Vallcebre                |                      |                      | 42° 12′ 11″ N, 1° 48′ 40″ E / 42.2030769723105°N,1.81121976713682°E |                                                      |                                               | Modifica les dades a Wikidata |
|        | Can Ponç                       | masia                    | Vallcebre                |                      |                      | 42° 11′ 49″ N, 1° 49′ 00″ E / 42.1968098443278°N,1.81655746053401°E |                                                      |                                               | Modifica les dades a Wikidata |
|        | Can Vila                       | masia                    | Vallcebre                |                      |                      | 42° 11′ 49″ N, 1° 49′ 02″ E / 42.1970140624621°N,1.81714713287186°E |                                                      |                                               | Modifica les dades a Wikidata |
|        | Casa Masot                     | masia                    | Vallcebre                |                      |                      | 42° 12′ 14″ N, 1° 48′ 24″ E / 42.2039491423947°N,1.80674574887493°E |                                                      |                                               | Modifica les dades a Wikidata |
|        | Castellnou                     | masia                    | Vallcebre                |                      |                      | 42° 12′ 13″ N, 1° 49′ 00″ E / 42.2036009318815°N,1.81660029880973°E |                                                      |                                               | Modifica les dades a Wikidata |
|        | el Comellar                    | masia                    | Vallcebre                |                      |                      | 42° 12′ 38″ N, 1° 49′ 54″ E / 42.2105912534927°N,1.83168561756979°E |                                                      |                                               | Modifica les dades a Wikidata |
|        | el Pla                         | masia                    | Vallcebre                |                      |                      | 42° 11′ 54″ N, 1° 48′ 51″ E / 42.1984°N,1.81419°E                   | bé integrant del patrimoni cultural català           |                                               | Modifica les dades a Wikidata |
|        | els Prats                      | masia                    | Vallcebre                |                      |                      | 42° 12′ 44″ N, 1° 49′ 52″ E / 42.2122257457468°N,1.8312314730232°E  |                                                      |                                               | Modifica les dades a Wikidata |
|        | Galceran                       | masia                    | Vallcebre                |                      |                      | 42° 12′ 50″ N, 1° 48′ 59″ E / 42.213850257021°N,1.8164289197432°E   |                                                      |                                               | Modifica les dades a Wikidata |
|        | l'Hostalet                     | masia                    | Vallcebre                |                      |                      | 42° 13′ 13″ N, 1° 50′ 04″ E / 42.2202°N,1.83456°E                   | bé integrant del patrimoni cultural català           |                                               | Modifica les dades a Wikidata |
|        | la Batalla                     | masia                    | Vallcebre                |                      |                      | 42° 13′ 06″ N, 1° 49′ 11″ E / 42.2182487974545°N,1.81959811636131°E |                                                      |                                               | Modifica les dades a Wikidata |
|        | la Call                        | masia                    | Vallcebre                |                      |                      | 42° 11′ 42″ N, 1° 48′ 47″ E / 42.1951247458648°N,1.81297966509014°E |                                                      |                                               | Modifica les dades a Wikidata |
|        | la Carrera                     | masia                    | Vallcebre                |                      |                      | 42° 13′ 16″ N, 1° 48′ 46″ E / 42.22101614241°N,1.8126601678475°E    |                                                      |                                               | Modifica les dades a Wikidata |
|        | la Casanova                    | masia                    | Vallcebre                |                      |                      | 42° 12′ 43″ N, 1° 48′ 43″ E / 42.2119200766136°N,1.81199888364962°E |                                                      |                                               | Modifica les dades a Wikidata |
|        | la Creu d'Abella               | masia                    | Vallcebre                |                      |                      | 42° 12′ 35″ N, 1° 50′ 21″ E / 42.2095867178556°N,1.83919077583476°E |                                                      |                                               | Modifica les dades a Wikidata |
|        | la Foranca                     | masia                    | Vallcebre                |                      |                      | 42° 12′ 01″ N, 1° 46′ 46″ E / 42.2002482436332°N,1.7794168988418°E  |                                                      |                                               | Modifica les dades a Wikidata |
|        | la Muga                        | masia                    | Vallcebre                |                      |                      | 42° 13′ 00″ N, 1° 48′ 52″ E / 42.2167191014663°N,1.81448956510958°E |                                                      |                                               | Modifica les dades a Wikidata |
|        | les Casulles                   | masia                    | Vallcebre                |                      |                      | 42° 13′ 27″ N, 1° 48′ 15″ E / 42.224160010483°N,1.80425681503756°E  |                                                      |                                               | Modifica les dades a Wikidata |
|        | les Rotes                      | masia                    | Vallcebre                |                      |                      | 42° 11′ 47″ N, 1° 49′ 23″ E / 42.196526325179°N,1.82313946329326°E  |                                                      |                                               | Modifica les dades a Wikidata |
|        | les Trencades                  | masia                    | Vallcebre                |                      |                      | 42° 12′ 36″ N, 1° 50′ 09″ E / 42.2099205447358°N,1.83569572256139°E |                                                      |                                               | Modifica les dades a Wikidata |
|        | Pujal                          | masia                    | Vallcebre                |                      |                      | 42° 13′ 26″ N, 1° 49′ 07″ E / 42.223779982535°N,1.8186668263377°E   |                                                      |                                               | Modifica les dades a Wikidata |
|        | Romeu                          | edifici masia            | Vallcebre                |                      |                      | 42° 12′ 39″ N, 1° 48′ 50″ E / 42.2108308386184°N,1.81378802058551°E |                                                      |                                               | Modifica les dades a Wikidata |